# 古希臘宗教

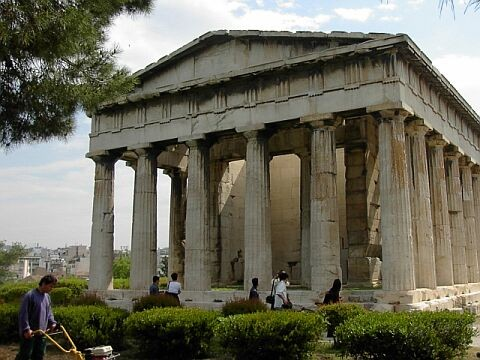
赫菲斯托斯神廟

古希臘宗教是起源自古希臘文化區的信仰、儀式和神話的總集，在古希臘人的生活層面具有主導作用，最具體的表現在神廟建築的藝術表現上充滿對神的讚美、歌頌與敬仰。
古希臘文化充滿著神話與傳說，她讓人們希望能夠深入的瞭解希臘文明背後所蘊含的道理；因此研究古希臘文化首要把握一項重點，即欲了解古希臘文化必須先了解古希臘的宗教信仰。然而探討古希臘宗教比起古希臘神話的課題要來的嚴肅的許多，因為祂的影響實際社會層面上的許多面向：政治上的決策（德爾斐神諭）、航海的平安（波塞頓的供奉、祭祀）、節日慶典（泛雅典娜節、月桂節）、經濟發展、祖先與英雄崇拜等等；所以具有相當莊嚴的敬神儀式需要如實的了解。
古希臘多神信仰發展年代大約在西元前八紀到西元五、六世紀之間。根據研究古希臘宗教不是單獨形成的體系，而最主要是傳承自遠古印歐民族的宗教信仰，因此古希臘宗教的淵源要比荷馬史詩來的年代早，古希臘人的宗教內容相當豐富與繁雜，因為祂是原始自然神祇崇拜，大大小小的神祇不少，祂們其中的職掌有些有重疊。古希臘宗教其實是擁有綜合性與多元性起源的一項原始信仰，他們的神祇有些來自美索不達米亞、古埃及、克里特、邁錫尼；而據說酒神戴歐尼修斯是來自小亞細亞的弗里吉亞；即使是希臘主神宙斯，祂也可能是來自最古老的印歐民族神祇；阿芙蘿黛蒂是腓尼基人供奉的神祇，後來傳到希臘；所以其他先進文明（美索不達米亞文明、古埃及文明）對古希臘宗教的變化也有影響。
古希臘宗教的形式可分為官方的公開宗教（奧林匹斯教）和民間習俗的祭祀儀式（英雄崇拜）。儘管祂們大多數宗教習俗與團體都有相似之處，不過這些宗教群體依然差異很大，因此古希臘宗教或“崇拜”始終具有多元化性質的色彩，無法以統一的標準來定義祂。讓許多古希臘人公認並且信仰是為十二尊主要男神与女神（奧林匹斯神：宙斯、波塞頓、希拉、狄密特、雅典娜、阿瑞斯、阿芙蘿黛蒂、阿波羅、阿提密斯、赫菲斯托斯、荷米斯，戴歐尼修斯），此外古希臘宗教也包含了哲學的成分在內，那個時代的宗教與哲學並沒有很明確清晰的區隔；儘管諸如斯多葛主義與某些形式的柏拉圖主義哲學派別他們的理論似乎假設只有一尊超然的神存在著（這屬於一神論的信念，古埃及時代法老阿克納頓同樣提倡過一神信仰）。
古希臘人的信仰基本上與城邦政治結合在一起，以雅典城而言：他們主尊供奉的就是司掌技藝、智慧雅典娜女神，而著名的奧林匹亞則是供奉古希臘神話中的最高神祇宙斯；德爾斐則是以司掌預言、光明、音樂之神阿波羅為主尊；斯巴達則是供奉女神阿提密斯。事實上不同的城邦往往也信奉同一尊神，有些時候神明也會後綴著特有的稱號在一起，那是為了区别他們城邦之間的不同並且说明、指出他們本身的地方性質，例如：阿提密斯·卡律阿提斯。
希臘人的宗教習俗也隨著他們向海外的拓展而延伸到希臘大陸以外的地區，像是傳播於小亞細亞中愛奧尼亞的群島與海岸、廣被於大希臘（西西里島和意大利南部），以及流傳在分散於地中海西部的希臘殖民地，像是馬西利亞。而且祂們在前基督教時代中影響後來羅馬人信仰深遠的一個原始自然神崇拜，因為古希臘宗教緩慢滲透了伊特拉斯坎崇拜和信仰內涵而形成後來古羅馬宗教的众多宗教儀式。

## 信仰

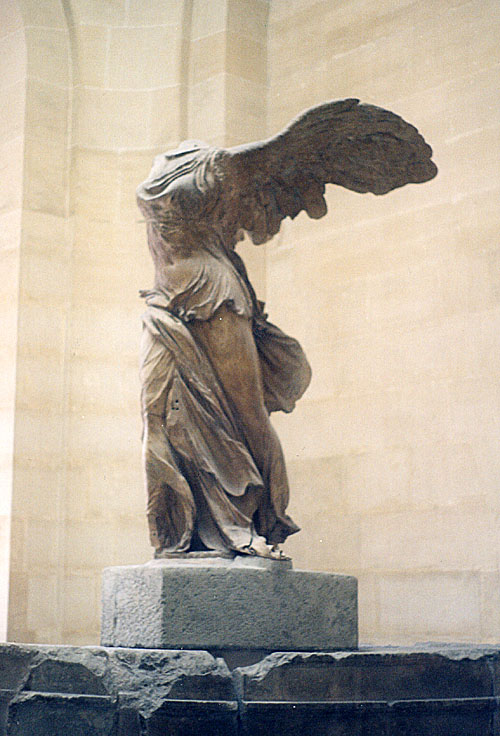
薩莫色雷斯島上的勝利女神尼刻

古希臘文明是以愛琴文明（包涵了米諾斯文明、邁錫尼文明）為基礎，而愛琴文明的發展又和美索不達米亞文明以及埃及文明有所交融，因而探討古希臘宗教觀與神學觀可以緣著這條脈絡來了解。另外一方面，雖然在民族學研究方面幾乎沒有整體希臘民族的普遍概念，但是古代希臘四支民族他們皆擁有著許多共同的信仰。

### 定義
古希臘人是一個宗教信仰强烈的民族，他們供奉許多的男神與女神，在欧洲历史早期具有優勢原始自然神崇拜的习俗。事實上由歷史語言的研究發現到古希臘人的語言中並沒有所謂“宗教”（Religion）這個詞，但是他們那時候使用的語文卻有兩個接近宗教意義的詞彙：“古希臘語：；拉丁語：”（英譯：Piety；中譯：虔誠）以及“古希臘語：；拉丁語：” （英譯：Cult；中譯：禮拜或膜拜）；然而在學術研究的立場上為方便探討以及讓人們易於了解古希臘信仰的內容，所以仍然採用“宗教”來稱呼古希臘人的神靈信仰。

### 神學與儀式

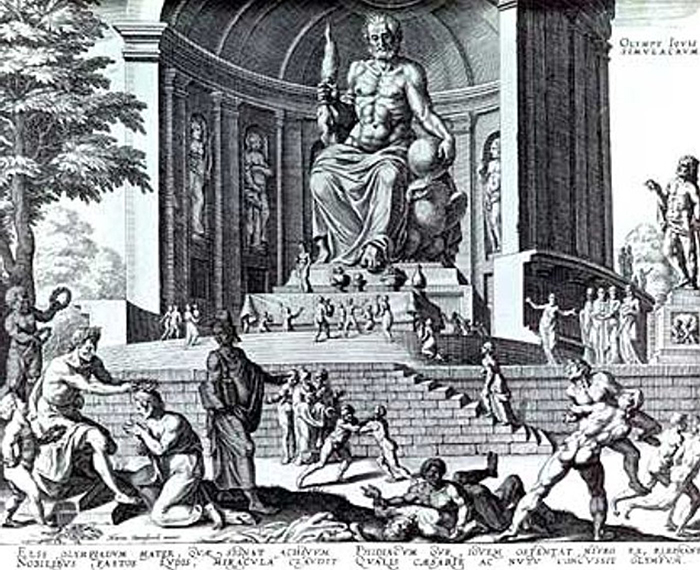
十六世紀版畫描繪了奧林匹亞宙斯神像。

多神信仰是古希臘宗教的神學基礎；古希臘人在他們的神話中對於神祇的起源以及與人類文明之間的關係做了的很多闡釋。
古希臘宗教雖然沒有具體的宗教典籍，但祂的中心教義是：認為大自然的山川、四季、植物、星辰、日子、湖泊、海洋、天空、大地乃至命運、技藝、七情六慾都有神祇在掌管。不過古希臘宗教的世俗性質很重，因此人們對神祇都以尊敬且祈求平安的心態來供奉神祇。
古希臘人也沒有建立專門的祭司、教士階層，因此擔任宗教事務多為該城邦公民；話雖如此古希臘時代卻是有巫觋的存在。還有古希臘的神祇除了職掌不同之外，神祇也有地區性、城邦性的劃分；另一方面雖然當時政治上的決策會請示神明，但是古希臘的宗教通常是不直接介入政治。古希臘人祭拜神祇的方式很簡單，他們會準備酒、水果、鮮花供奉在祭壇上；但是有時候仪式也可能十分血腥、相當殘忍。

#### 神話與宗教

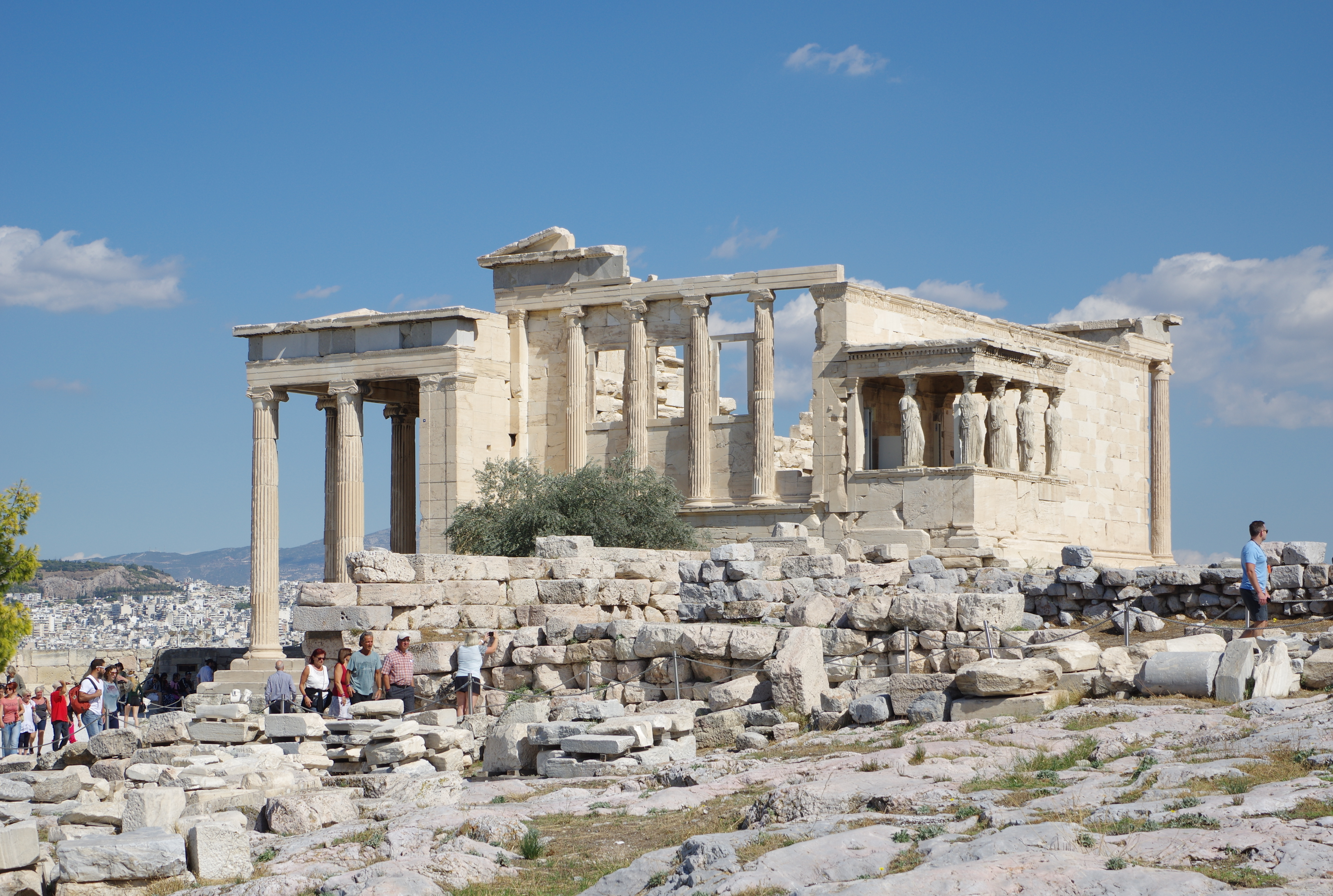
位於雅典城的厄瑞克忒翁神廟。

古希臘的宗教與神話雖然文化上是同源的，但是古希臘宗教卻是比古希臘神話更加貼近古希臘人們的生活層面，舉凡慶典、古代奧林匹克運動會、婚姻、生育都是與宗教結合，而古希臘神話則是偏向文學方面為主。實際的例子是有些城邦名號乃是以神祇的尊號所命名的，如著名的雅典城。
古希臘宗教後來與羅馬文化融合，羅馬人在基督教還沒成為國教之前，深深被祂影響。然而在基督教盛行之後，因為時代因緣的關係逐漸的在心靈寄託與教化人性的任務由教會來接手。這裏即可看出古希臘宗教與古希臘神話不同的差異，古希臘宗教隨著羅馬人統治希臘之後與羅馬人結合，在羅馬人改宗之後即慢慢遠離西方人了；而古希臘神話則成為文學作品至今流傳。雖然古希臘宗教絕跡是不可否認的事實，但是祂的精神卻依然活在現代西方人們的文化與腦海中。古希臘宗教為歐洲上古時期帶來了一段黃金時代的文明，早期羅馬的伊特拉斯坎多神崇拜和古希臘宗教有不少的相似之處。
希臘化時代古希臘宗教也在中亞地區的希臘化城市成為重要的信仰。

### 神祇介紹
古希臘人的宗教是多神信仰，這些神祇乃是大自然力量的象徵。他們所尊崇的神祇每一尊皆具有顯明的個性並身兼著地區上保護神的神格（還有半神、英雄）存在。

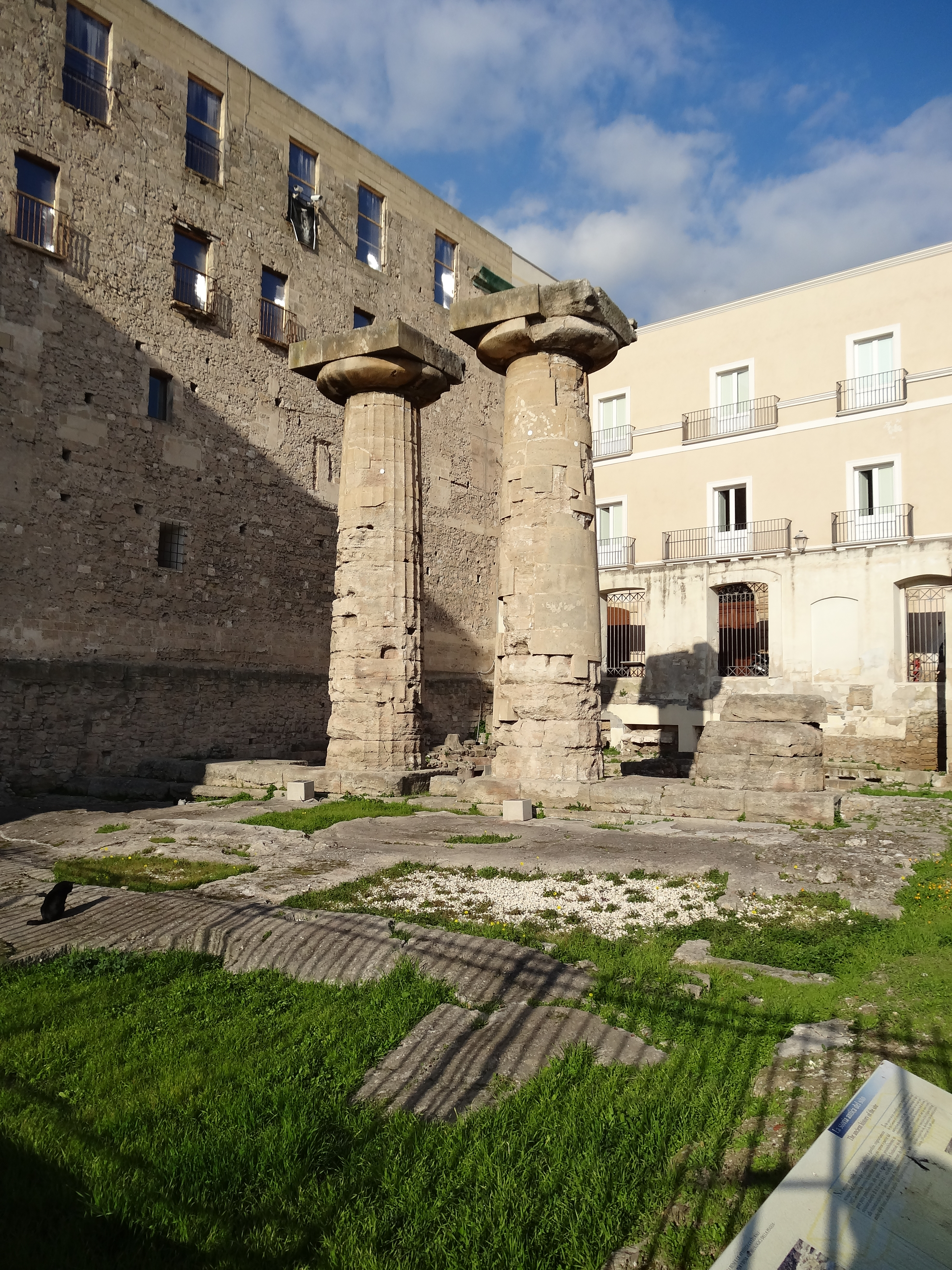
塔蘭托的多利亞圓柱
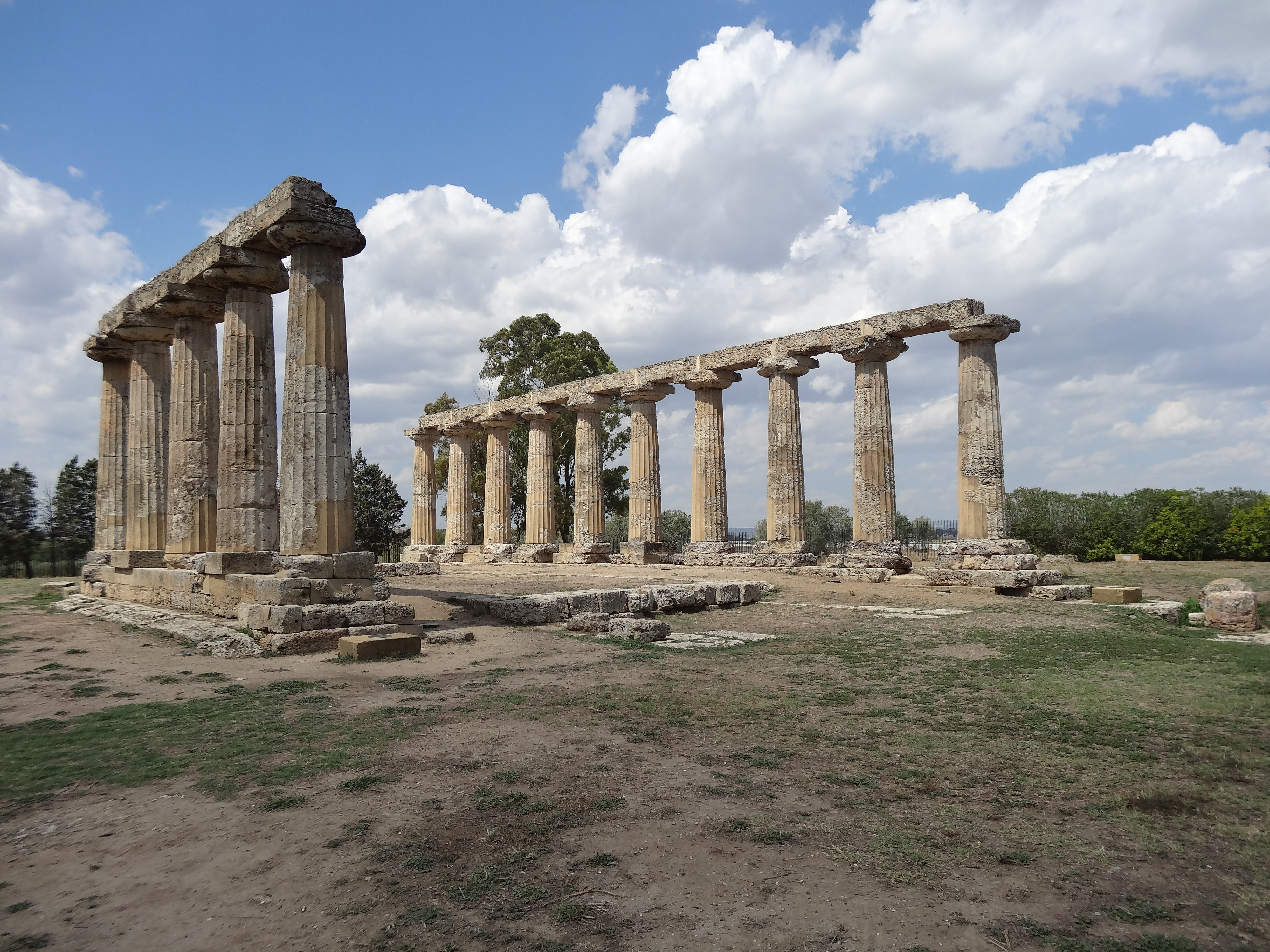
梅塔蓬托（英语：Metaponto）的赫拉神廟
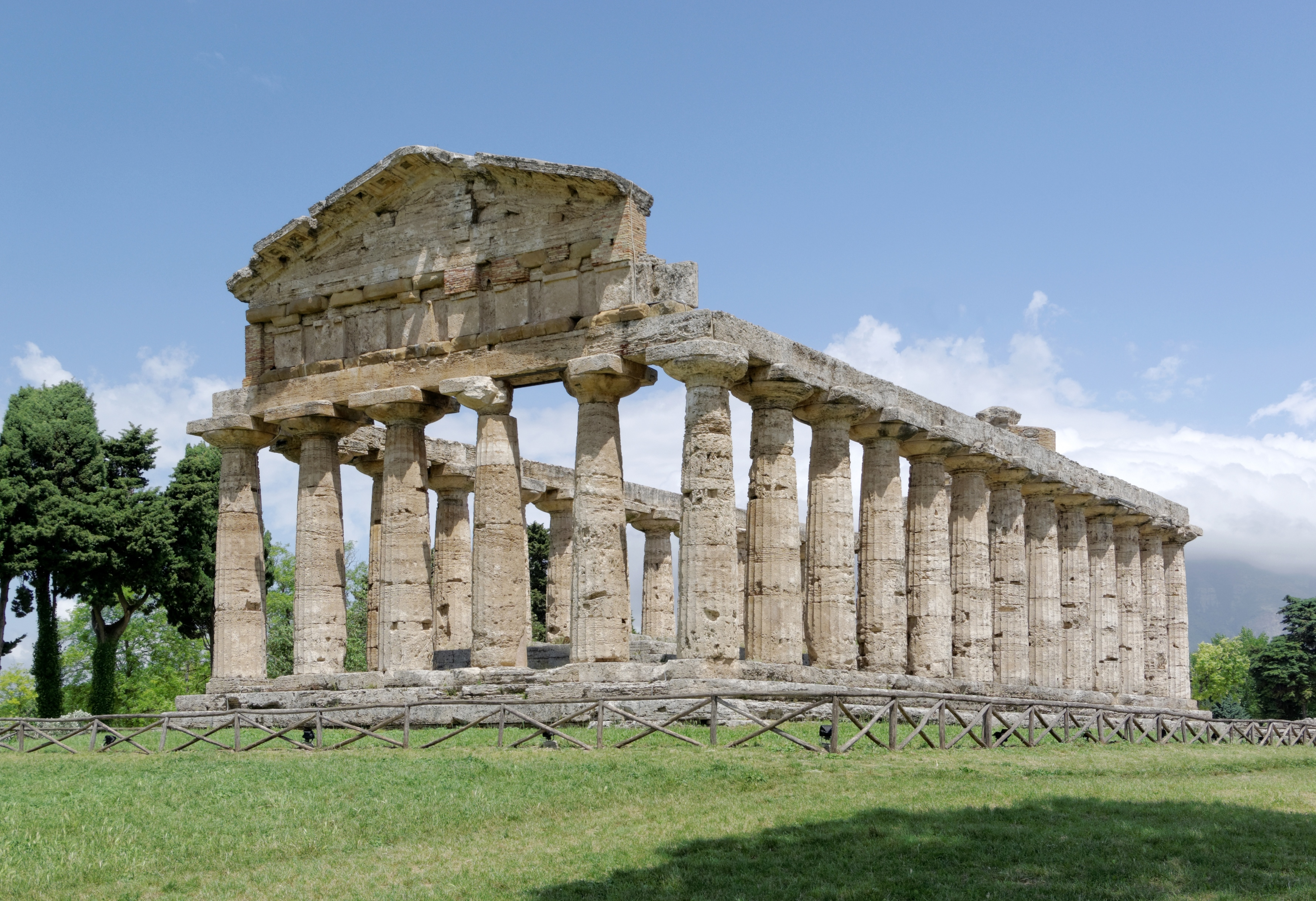
帕埃斯图姆的雅典娜神廟

#### 八種神格
古希臘所信仰的眾神基本上可以分為八種神格：

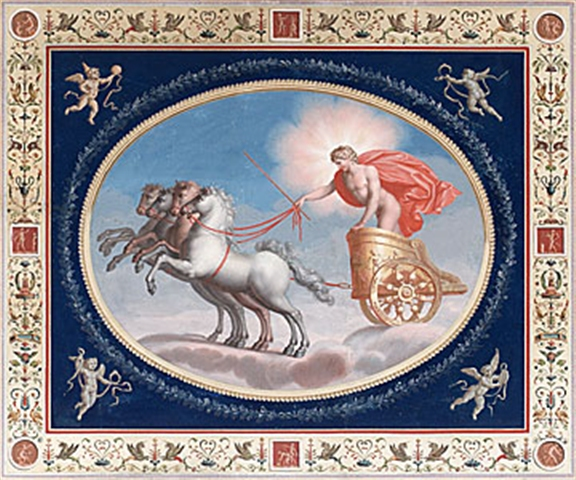
太陽神阿波羅駕馭太阳战车。

- 一、原始神祇（Protogenoi），亦名為最初誕生的神。祂們是宇宙從創造到成形時代所初生而存在的神祇體系，包含：大地、海洋、天空、夜晚、白晝。
- 二、自然界的精靈（Nature Daimones）與仙女（Nymphai）。
- 三、掌管人體與情緒的神靈（Body- and mind-affecting Daimones）。
- 四、職司自然界力量與賜福予人們的神（Theoi）。

天空之神（Theoi Ouranioi）：赫利俄斯（太陽神）、阿涅摩伊（風神）。
海神（Theoi Halioi）：涅瑞伊得斯（海仙女）、特里同（Triton，海之信使）、格劳科斯（Glaukos，海神）。
冥府神（Theoi Khthonioi）：泊瑟芬尼（冥府王后）、赫卡忒（冥月女神或月陰女神）。
農業之神（Theoi GeorgIikoi）：普路托斯（古希臘財神）。
田園、牧人之神（Theoi Nomioi）：阿里斯塔奥斯（希腊神话里的养蜂之神、牧蜂神，祂教導希腊人制作奶酪，被尊為農神）。
城市之神（Theoi Polikoi）：赫斯提亞（灶神）、欧诺弥亚（司管明智法律與良好秩序的女神）。
奧林匹斯神（Theoi Olympioi）：缪斯（文艺女神）、赫柏（司掌青春的女神）。
提坦神（Theoi Titanes）：忒弥斯（法律和正義的女神）、克洛諾斯（提坦神之王）、普羅米修斯（祂和智慧女神雅典娜共同創造了人類，祂也賦予人類文明）。
羽化神（Apotheothenai）：赫拉克勒斯（大力士神）、阿斯克勒庇俄斯（古希臘醫神）。
- 五、奧林匹斯十二主神（12 Olympian Gods）。
- 六、星座的神靈（Consteliations）。
- 七、妖怪、神話生物、巨人（Monsters, Beasts, Giants）。
- 八、英雄（Heroi Hemitheoi）。

#### 神聖的奧林匹斯

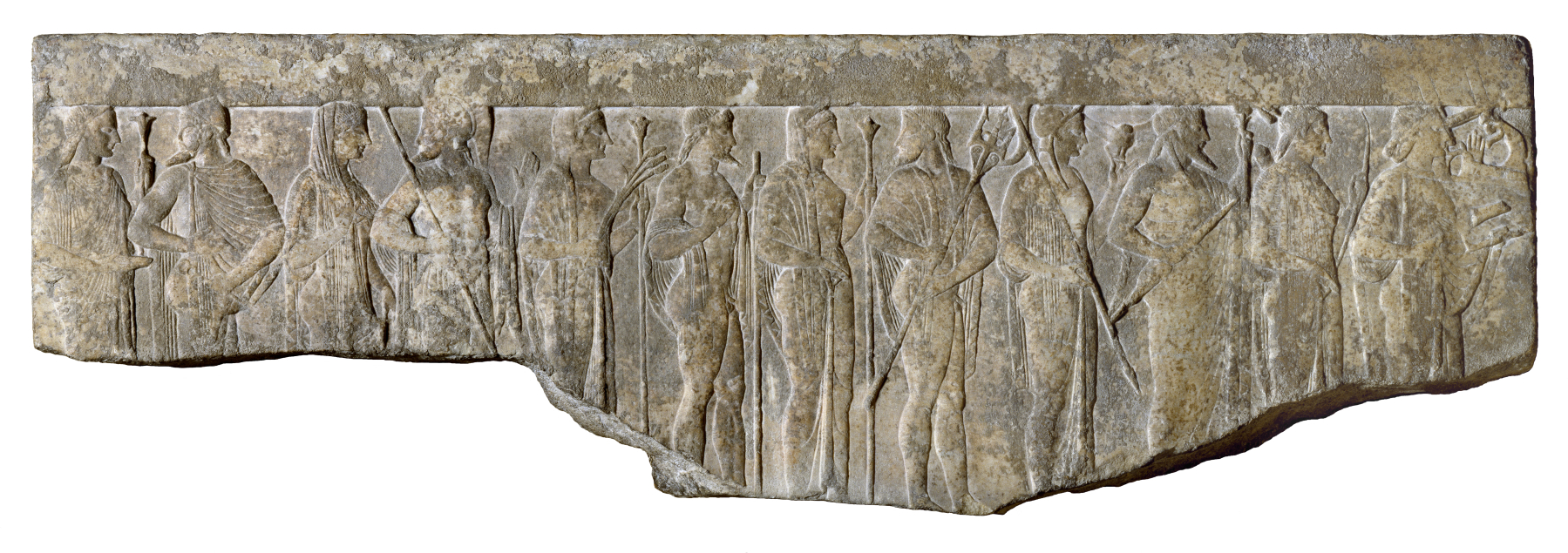
希臘化時代宗教或神話主題的浮雕藝術（西元前一世紀到西元一世紀），述說奧林匹斯十二主神祂們配戴象徵祂們的聖物，浮雕上諸神排序由左至右分別為：赫斯提亞（左手持權杖）、荷米斯（頭戴羽翼的帽子與左手拿商神杖）、阿芙蘿黛蒂（覆戴頭紗）、阿瑞斯（頭戴鋼盔與右手持長矛）、狄密特（左手持權杖與右手持一綑小麥）、赫菲斯托斯（左手握拐杖）、希拉（左手持權杖）、波塞頓（右手持三叉戟）、雅典娜（左手上停著貓頭鷹與頭戴鋼盔、右手持長矛）、宙斯（右手持雷電與左手握拐杖）、阿提密斯（左手持弓與右肩背著箭筒）、阿波羅（左手持里拉琴）；現今珍藏於沃爾特斯美術館（Walters Art Museum）。

古希臘宗教信仰的主體是奧林匹斯教，而奧林匹斯乃希臘的神所住宫殿，此宫殿为十二主神的聖殿，祂們被希臘人敬稱為奧林匹斯十二神；奧林匹斯天宮非常廣大並且高過雲層；事實上奧林匹斯是一個神祕的地方，不在地球任何一處，祂離人們居住的世界非常遙遠，祂的入口處是一座雲之大門，之中即為眾神殿堂。在上古時代的希臘，當時的人們將座落在色薩利東北部的奧林匹斯山視為宗教聖地──奧林匹斯的代表，因為此為希臘最高的山麓，有6000英呎，而此座山嶽在古希臘時代的確是舉行著酬神祭典之所，著名的古代奧林匹亞競技大會即是發源斯地，因此屬於一座聖山。

#### 奧林匹斯十二神

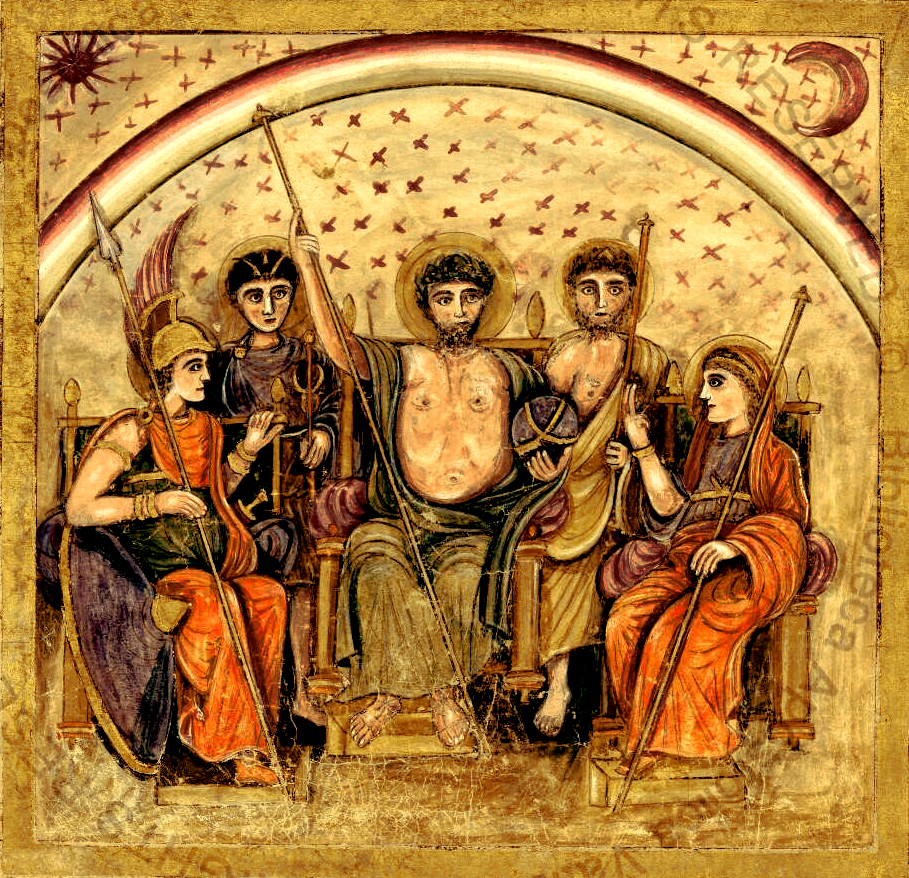
《眾神大會》（Assemblée des Dieux）。
《罗马的维吉尔》（Vergilius romanus）之宗教聖畫，對開本234，西元五或六世紀，珍藏於梵蒂岡宗座圖書館。

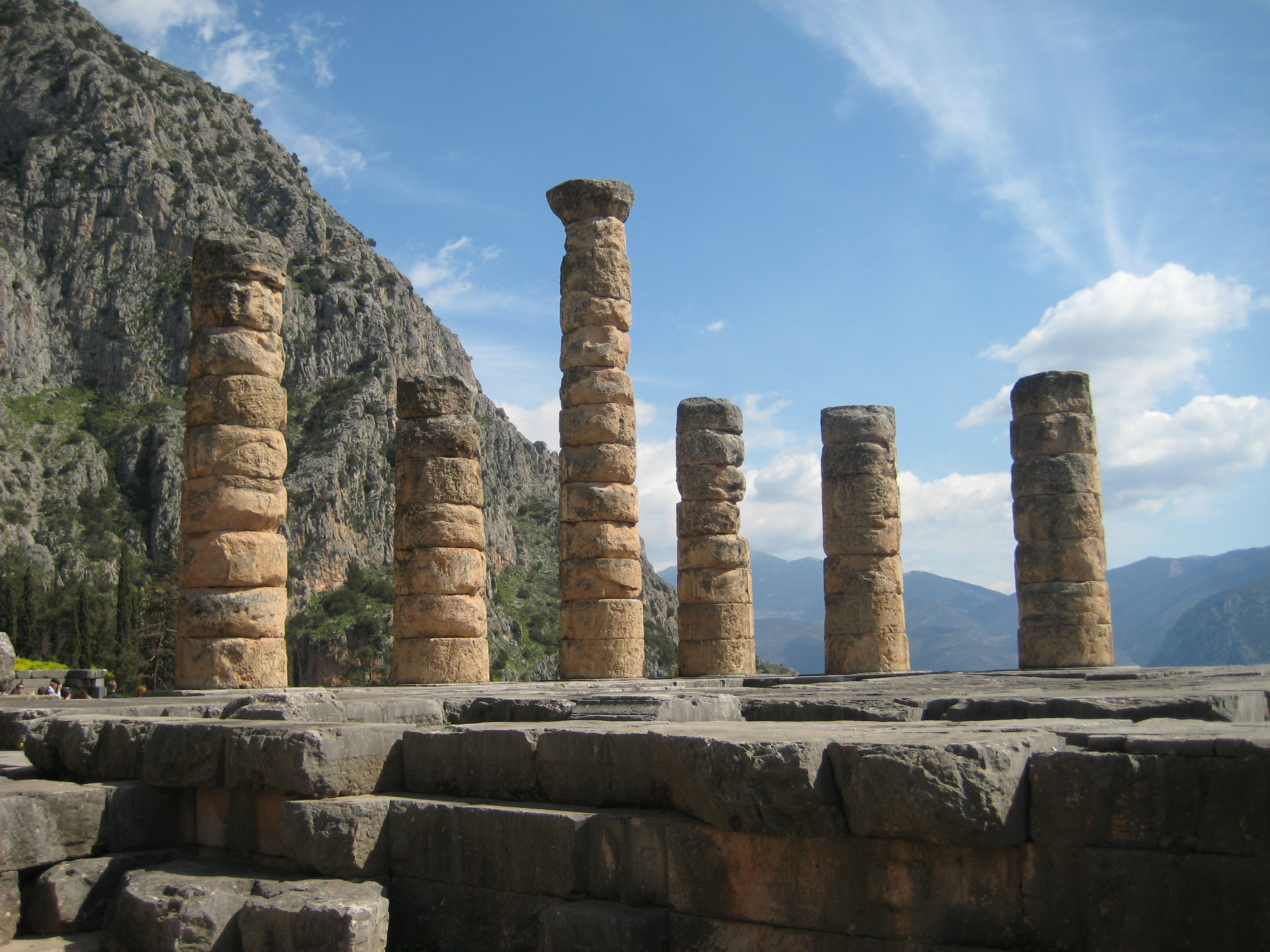
今日依然矗立的阿波羅神殿圓柱。

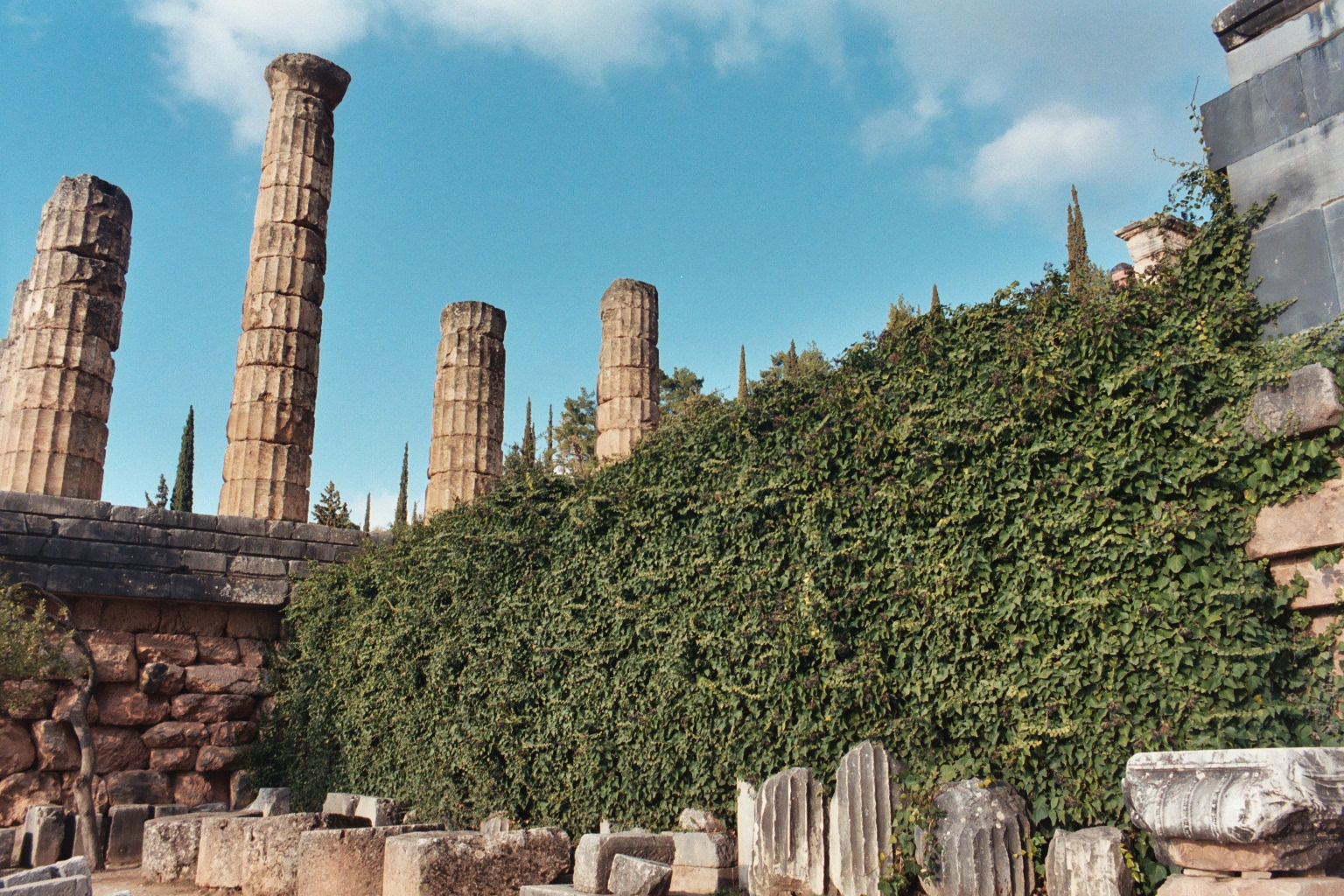
由東側仰視阿波羅神殿。

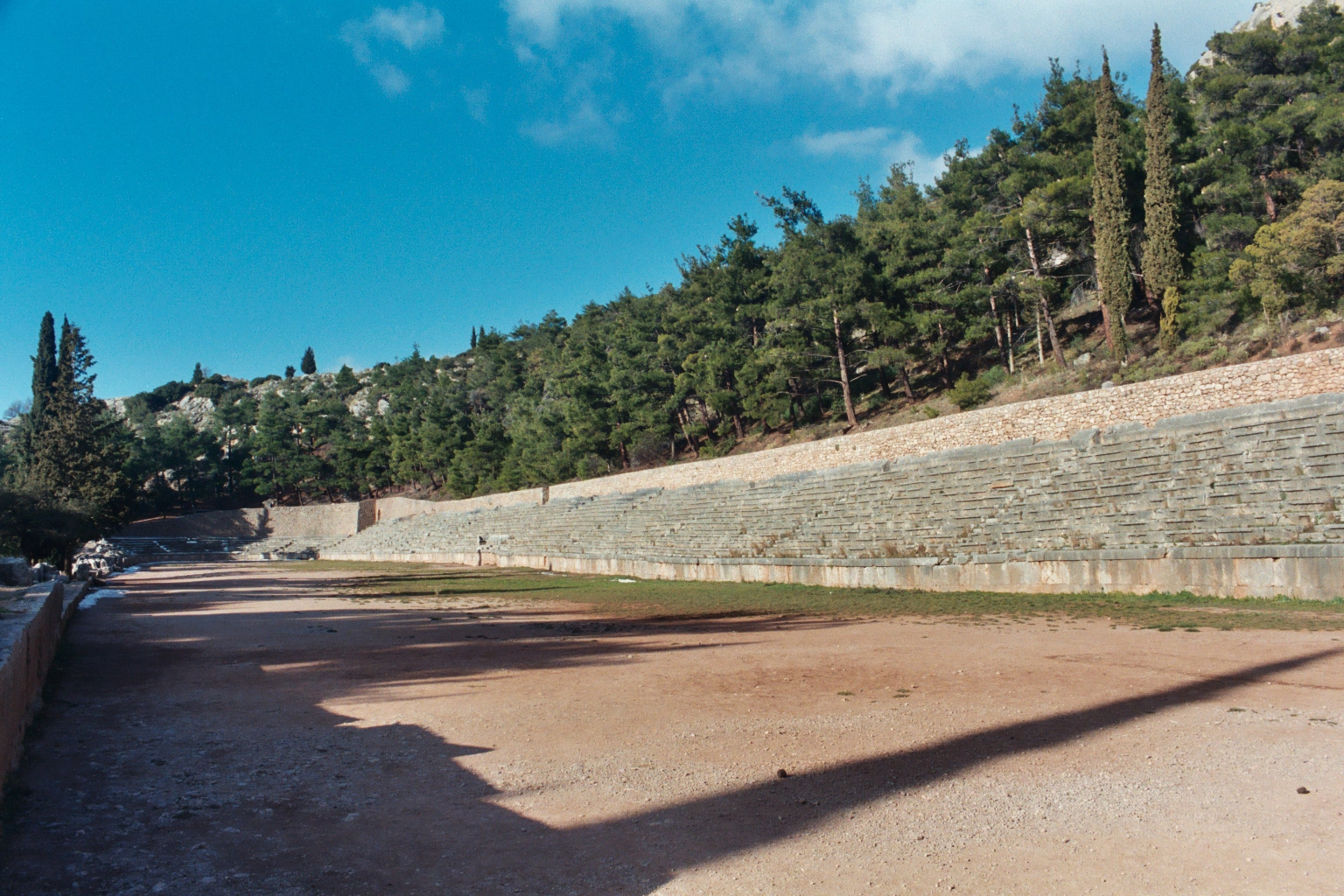
德爾斐聖域山頂上的競技場一景，此處是主辨皮媞亞競技大會的地點。羅馬時代又於右側增加石階。

奧林匹斯十二神在西洋文獻中也敬稱為：Dodekatheon（希臘語：Δωδεκάθεον，δώδεκα, dōdeka，意義為：“十二”與θεοί或為theoi，意義為：“眾神”）。在古希臘宗教中，「奧林帕斯神系」和「十二神崇拜」通常是相對不同的概念。
古希臘人主要信奉的神為十二尊：
| 排序 | 中文       | 英文       | 希臘文   | 備註             |
| ---- | ---------- | ---------- | -------- | ---------------- |
| 01   | 宙斯       | Zeus       | Ζεύς     | 諸神之王         |
| 02   | 希拉       | Hera       | Ήρα      |                  |
| 03   | 波塞頓     | Poseidon   | Ποσειδών |                  |
| 04   | 阿波羅     | Apollo     | Απόλλων  |                  |
| 05   | 阿提密斯   | Artemis    | Άρτεμις  |                  |
| 06   | 阿芙蘿黛蒂 | Aphrodite  | Αφροδίτη |                  |
| 07   | 阿瑞斯     | Ares       | Άρης     |                  |
| 08   | 戴歐尼修斯 | Dionysus   | Διόνυσος | 接替赫斯提亞     |
| 09   | 赫菲斯托斯 | Hephaestus | Ήφαιστος |                  |
| 10   | 雅典娜     | Athena     | Αθηνά    |                  |
| 11   | 荷米斯     | Hermes     | Ερμής    |                  |
| 12   | 狄密特     | Demeter    | Δήμητρα  |                  |
| 13   | 赫斯提亞   | Hestia     | Εστία    | 由戴歐尼修斯替任 |
| 14   | 黑帝斯     | Hades      | ᾍιδης    |                  |

這些神祇都是與古希臘人生活起居息息相關，像是天后希拉是掌管著婚姻和生育，捍衛家庭；祂是婦女的庇護者、孕產婦的救助者。赫斯提亞掌管著家庭中的爐灶，是家宅的保護神。狄密特掌管著農業與豐收。

### 三大神
在古希臘宗教之中有三大的神學觀念，古希臘所謂的三大神是宙斯、波賽頓、黑帝斯；另一方面也有三相女神的神學觀念。

### 城邦政治與神祇信仰
古希臘宗教普及於以希臘半島為中心的環愛琴海與黑海部分延線一帶；還有像是大希臘、小亞細亞的愛奧尼亞、散布於地中海西部沿岸的殖民地，像是著名的馬西利亞這些地區都有古希臘的宗教信仰。
古希臘的神祇除了具有超越人類的力量之外，還可以長生不老并拥有長久的壽命，還有讓人類無法看見的能力。這些神祇影響著古希臘人的日常生活，有趣的是每個希臘城邦所供奉的神祇、宗教儀式都不同。奧林匹斯和尼米亞雖然是眾神之王宙斯主要的信仰中心，但是其他許多希臘的小城邦同樣是供奉著宙斯神；值得一提的是宙斯神信奉事實上是普及於全希臘文明區，可以這麼說在古希臘宗教的範疇裡天帝宙斯被奉為信仰地主尊，由於祂同時也為雨神雷神、統治之神以及文明之神，所以祂的聖殿是建立在山頂上，也因此古希臘的人們會在此向上蒼祈雨，希臘北方的多多那則是人們向宙斯祈求神諭之所。德爾斐（也是祈求神諭之所）、提洛斯則是供奉阿波羅神。雅典供奉雅典娜女神、斯巴達供奉阿提密斯女神，科林斯則有一個專門祭祀阿芙羅黛蒂女神的中心、基西拉岛同樣也是供奉阿芙蘿黛蒂女神。阿古斯供奉希拉女神。凯里尼山則供奉荷米斯神。底比斯供奉戴歐尼修斯。利姆诺斯岛則供奉赫菲斯托斯神。
位於厄琉息斯地區則是以供奉兩位密切相關的神祇：狄密特與祂的女兒冥府王后泊瑟芬尼為祂們膜拜場所。古希臘人每當要出海航行一定會先祭祀波塞頓，祈求航海順利平安。波塞頓信仰的層面也相當廣泛，半島沿岸、有人居住的島嶼都有波塞頓神殿。
另外，因為古希臘人是非常入世的民族，因此他們對於冥王黑帝斯是敬而遠之，古希臘人對祂的著墨並不多。更早期的神祇如：克羅諾斯、蓋亞都是古希臘人的供奉對象。

### 來世觀

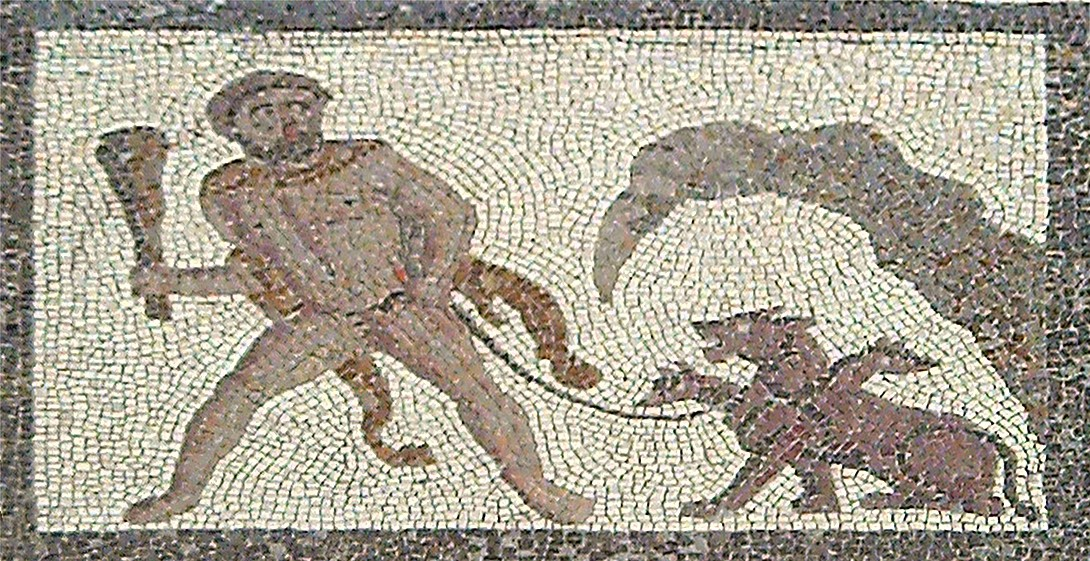
一幅鑲嵌畫描述英雄赫拉克勒斯牽著刻耳柏洛斯，刻耳柏洛斯是三頭犬，神話中記載牠是冥府的守衛者。

古希臘人相信人死後會通往冥界（或陰間）。通常而論，除非在正式且合乎體統的葬禮儀式完成之後，否則死者的靈魂絕不會抵達冥界，便因此會作為幽靈般常常在陽間縈繞飄盪著。冥界有各種不同的景象，並且會隨著時間的推移冥界觀點也跟著改變。
冥界的廣為人知的地區就是冥府（Hades）。此處完全由一尊神統轄，祂乃宙斯的兄弟，名為黑帝斯，祂的領域原本稱之為‘幽冥境界、黑帝斯之处、冥府之处’（'the place of Hades'）。另一個領域，稱之為地獄，那裡是遭受懲戒者所必須到達之處，是一個非常痛苦並且乃為刑罚的空間。第三個領域，至福樂土（Elysium，希臘神話中的樂園、樂土之義，也意譯為至福之境，音譯為埃律西昂、伊利西昂或伊利西恩。），是一處愉悅祥和的空間，那裡是品德高潔者死後以及被传授加入秘密宗教儀式（mystery cults）者被表明他們是可以到此居住的。在早期的邁錫尼宗教觀裡所有的死者將會到達冥府，像早期的猶太教宗教觀所有的死者會到陰間一樣。《奧德賽》第11卷中當奧德修斯拜訪冥府時，阿喀琉斯告訴奧德修斯說他寧可在地面上做一個農奴也不願意當冥府之王。秘密宗教儀式興起在古風時期能夠引導人們向不同空間上去發展比如地獄或是至福樂土。
一些人，如阿喀琉斯、阿爾克墨涅、安菲阿拉俄斯、伽倪墨得斯、伊諾、墨利克特斯、墨涅拉俄斯、佩琉斯，以及更多參戰於特洛伊與底比斯戰役的英雄，被認為無論是在至福樂土、神佑群嶼（the Islands of the Blessed）、天堂、大洋，或是完全直接在這冥界，他們已擁有不朽的身體並且伴隨著永恆的生命。在古希臘源流裡可以發現到很多如此的信仰，像是從荷馬還有 赫西俄德。這個信仰堅定維持到基督教時代。對於多數人而言在死的那瞬間是存在的，然而，沒有任何的期望只是仍然存在著無形的靈魂。
有些希臘偉人，比如哲人畢達哥拉斯與柏拉圖，仍然信奉著轉世觀，雖然他们是僅僅认同轉世觀的少数人，但是不可否認這個觀念在古希臘哲學是存在的。相反的，伊比鳩魯卻是如此的教授著靈魂是由簡單的原子構成在死後即消散，所以在死後靈魂即不存在。他说：“死和我们没有关系，因为只要我们存在一天，死就不会来临，而死来临时，我们也不再存在了。”伊壁鸠鲁认为对死的恐惧是非理性的。因为人們自身对死认识是对死本身的无知。
伊壁鸠鲁的学说并没有发展出科学的传统，但它自由思维的态度和反对迷信的实践，一直得到罗马帝国早期一些上层阶级成员的尊敬。而在今天，伊比鳩魯的形容詞形式──“Epicurean”──这个词已经具有贬义，用来形容那些追求享乐的人们。

### 教派
雖然古希臘宗教是一個古希臘人的生活化自然神信仰，比較沒有具體的宗教組織，但是後面發展的秘密宗教則有教派之分，而且古希臘宗教的有些教派甚至相當神秘，許多內容是不可讓外人得知的，因為這必須經過啟蒙儀式才准許告知信徒。教派大致上有以下五種類型：
1.奧林匹斯信仰崇拜；這個教派是古希臘人的主要信仰。（該信仰並不屬於秘密宗教，且更非教派，嚴格而言與中國民間信仰相同）
2.戴歐尼修斯信仰崇拜：
俄耳甫斯教派；
畢達哥拉斯教派。
3.厄琉息斯祕儀。
4.克托尼俄斯教派。
5.德爾斐教派。（該信仰主要是以神諭聞名於世，由斯托拜烏斯紀錄而保存於後世147條德爾斐箴言可以從中了解德爾斐的道德精神）

## 宗教習俗
古希臘人生活、習俗與他們的宗教信仰之間有著複雜的聯繫關係，他們的宗教信仰歷史相當悠久，青銅器時代（西元前3000年～西元前1050年）或更早年代就已經開始發展。

### 節慶

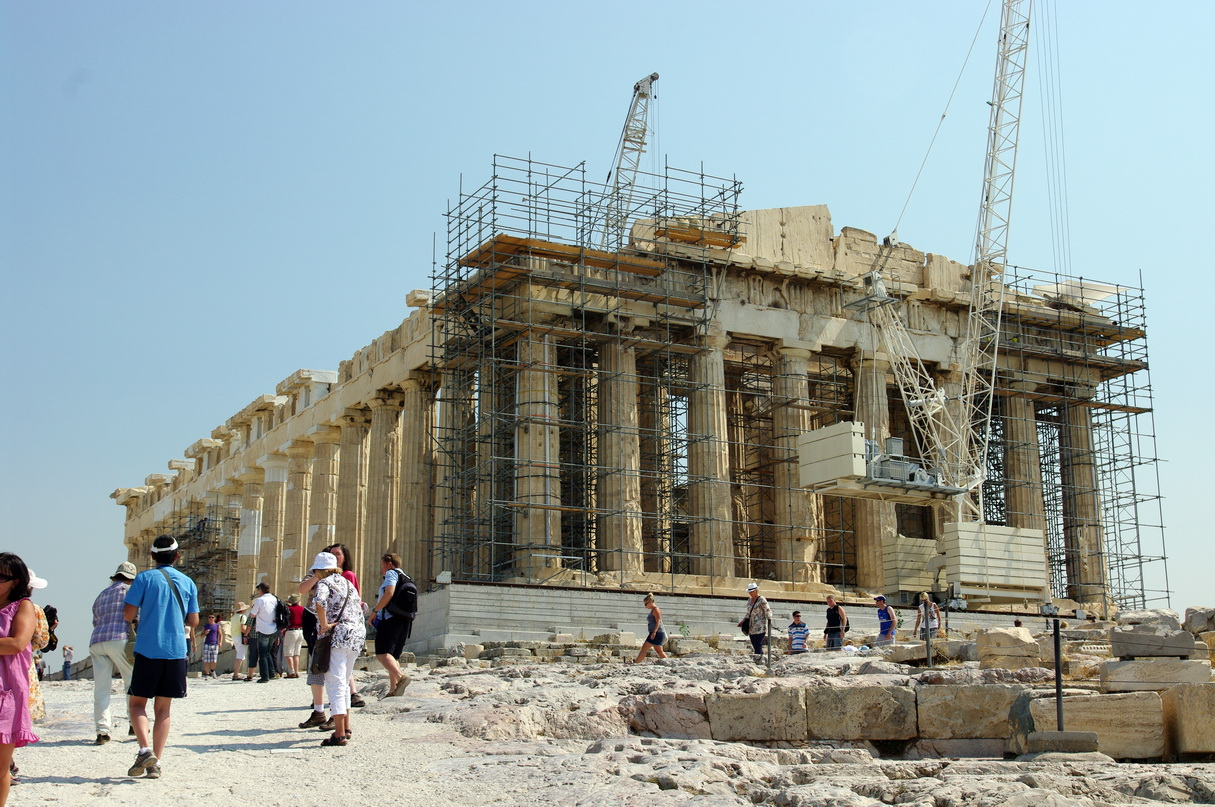
著名的帕德嫩神廟

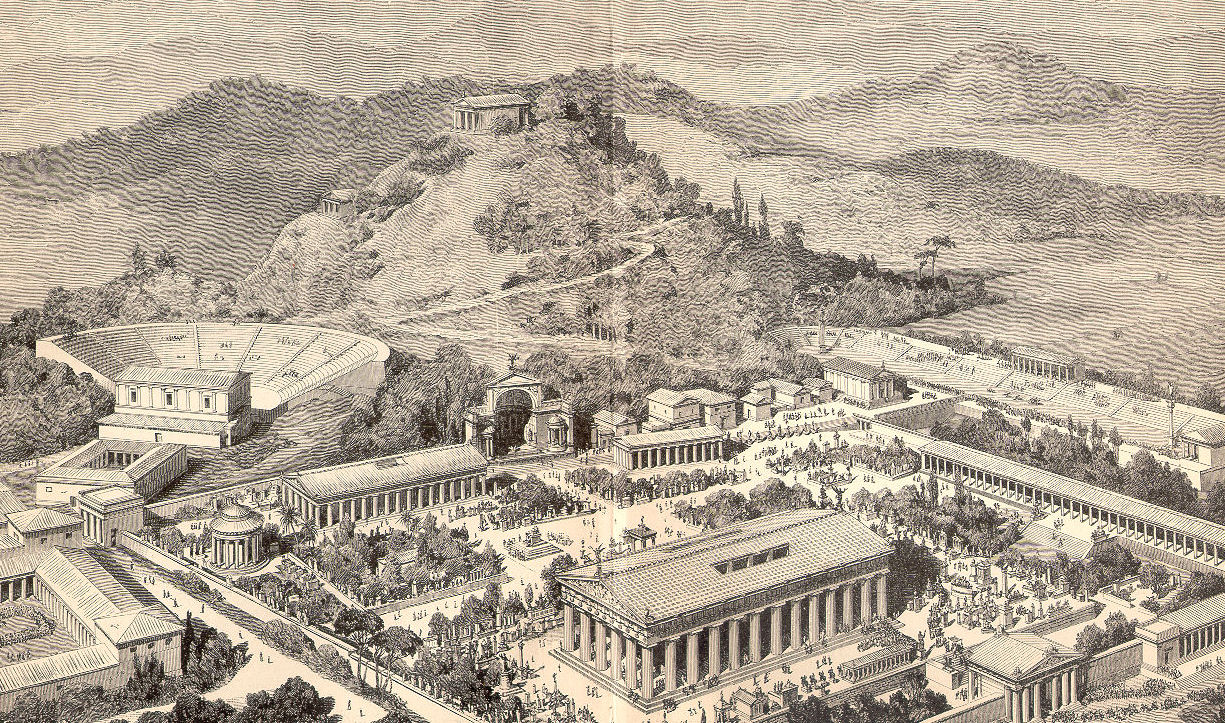
畫家描繪的古代奧林匹亞

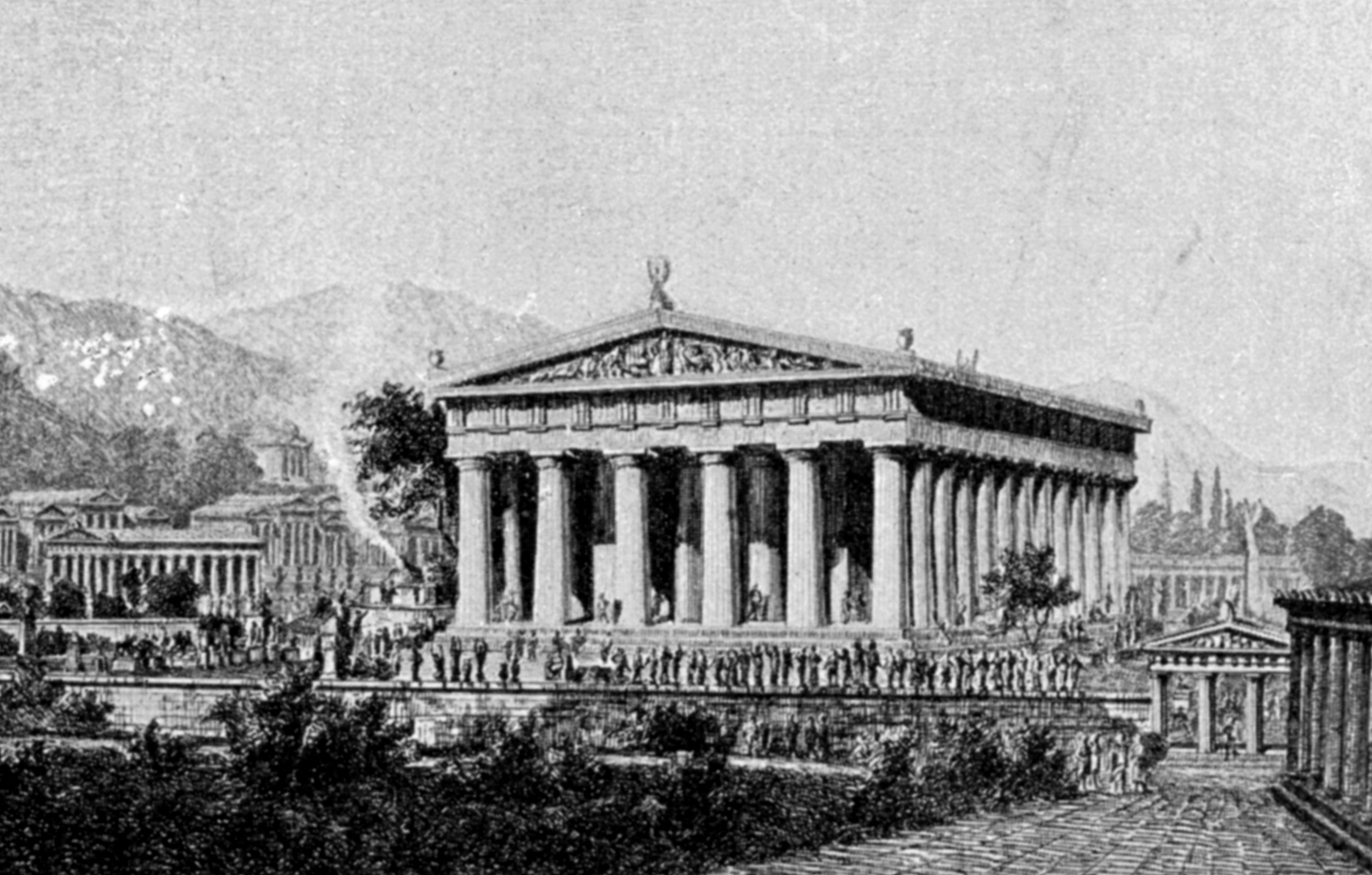
奧林匹亞的宙斯神殿復原圖

古希臘時期宗教活動十分頻繁，其中以雅典的宗教節慶、神廟建築最多，為古希臘宗教文化中最典型的代表。當時希臘神使用的曆法與今天使用的太陽曆是不一樣的，古希臘使用的是陰曆，他們稱之為阿提卡曆，每年新的開始為夏至後第一個新月（Noumènia）。
| 阿提卡曆           | 阿提卡曆      | 阿提卡曆      | 阿提卡曆       | 阿提卡曆      |
| 夏季（Θέρος）      | 夏季（Θέρος） | 夏季（Θέρος） | 夏季（Θέρος）  | 夏季（Θέρος） |
| 月份               | 拉丁文        | 希臘文        | 現代曆法對應   | 音譯          |
| ------------------ | ------------- | ------------- | -------------- | ------------- |
| 一月               | Hekatombaion  | Ἑκατομϐαιών   | 七月／八月     | 赫卡托姆拜昂  |
| 二月               | Metageitnion  | Μεταγειτνιών  | 八月／九月     | 麦塔格特尼昂  |
| 三月               | Boèdromion    | Βοηδρομιών    | 九月／十月     | 波德罗米昂    |
| 秋季（Φθινόπωρον） |               |               |                |               |
| 月份               | 拉丁文        | 希臘文        | 現代曆法對應   | 音譯          |
| 四月               | Pyanepsion    | Πυανεψιών     | 十月／十一月   | 普亚诺普西昂  |
| 五月               | Maimaktèrion  | Μαιμακτηριών  | 十一月／十二月 | 麦马克特里昂  |
| 六月               | Poseideon     | Ποσειδεών     | 十二月／一月   | 波塞德昂      |
| 冬季（Χεῖμα）      |               |               |                |               |
| 月份               | 拉丁文        | 希臘文        | 現代曆法對應   | 音譯          |
| 七月               | Gamèlion      | Γαμηλιών      | 一月／二月     | 伽米里昂      |
| 八月               | Anthestèrion  | Ἀνθεστηριών   | 二月／三月     | 安特斯特里昂  |
| 九月               | Elaphèbolion  | Ἑλαφηϐολιών   | 三月／四月     | 爱拉斐波里昂  |
| 春季（Ἔαρ）        |               |               |                |               |
| 月份               | 拉丁文        | 希臘文        | 現代曆法對應   | 音譯          |
| 十月               | Mounichion    | Μουνιχιών     | 四月／五月     | 穆尼基昂      |
| 十一月             | Thargèlion    | Θαργηλιών     | 五月／六月     | 萨尔格里昂    |
| 十二月             | Skirophorion  | Σκιροφοριών   | 六月／七月     | 斯基罗福里昂  |

這個曆法總計一年有354日，每三年增加一個波塞德昂月為閏月。
為了祭祀神祇而舉行的體育競技並不限於古代奧林匹克運動會，前者是在祭祀宙斯，然而也有為了祭祀波塞頓舉行的伊斯特米亞競技大會、在德爾斐為阿波羅舉辦的皮媞亞競技大會、紀念大力士神海格力斯的尼米亞競技大會。
當時重要的宗教節慶的舉行時程有每一年、每兩年或每四年舉辦。許多的慶典儀式與宗旨皆是在祈求與維持人們對神明的尊重與和諧的聯繫。尤其以雅典的節慶較為人們熟悉、並且相當豐富，雅典一年的節慶至少有60日。
- 花月节（Anthesteria） - 慶祝戴歐尼修斯以及新春花开与新釀酒的節日。
- 阿帕图利亚节（Apaturia） - 屬於家庭或氏族的節日。
- 酒神节 - 慶祝戴歐尼修斯的戲劇慶典。
- 厄琉息斯尼亞節 - 厄琉息斯舉辨的慶典與競技。
- 泛雅典娜節 - 古希臘時代慶祝智慧女神雅典娜的重要節日。
- 潘亚尼匹斯亚節（Pyanepsia） - 豆節。
- 塔尔戈里亚節 - 慶祝阿波羅與豐收的節日。
- 地母節（Thesmophoria） - 由婦女主辦的慶祝狄密特女神的節日。

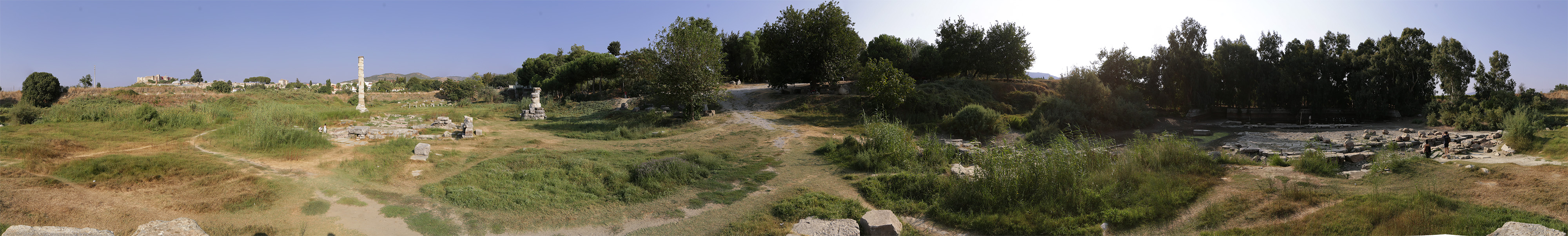
阿提密斯神廟360°全景。由小森林覆蓋的丘陵地景色。這裡擁有許多小盆地、山脊以及一些小徑。此處還有大理石建築陳列其中，包含左側的圓柱。

### 神諭

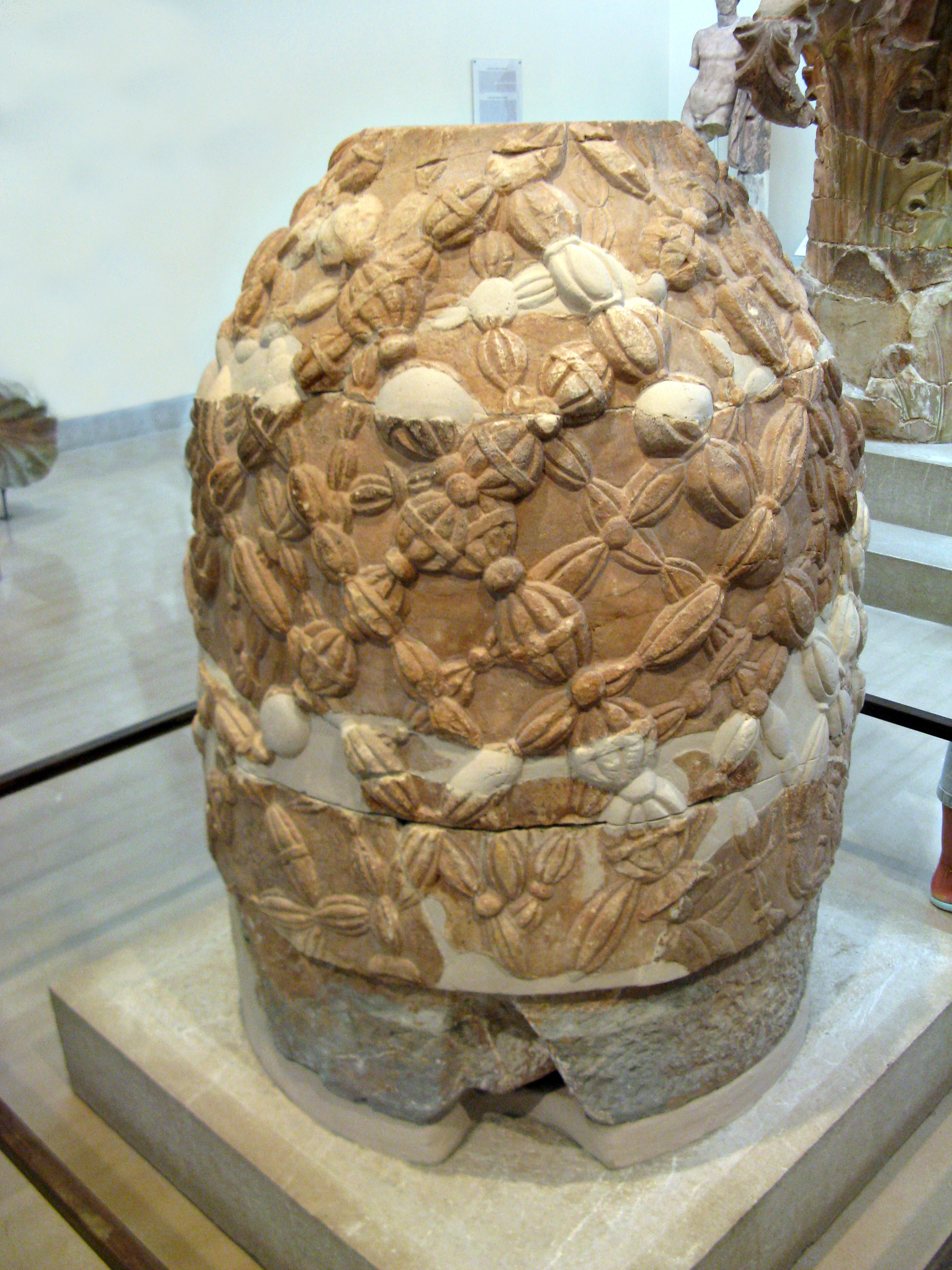
現今珍藏於德爾斐博物館的阿波羅神廟之錐形神石或是音譯為“翁法洛斯”。

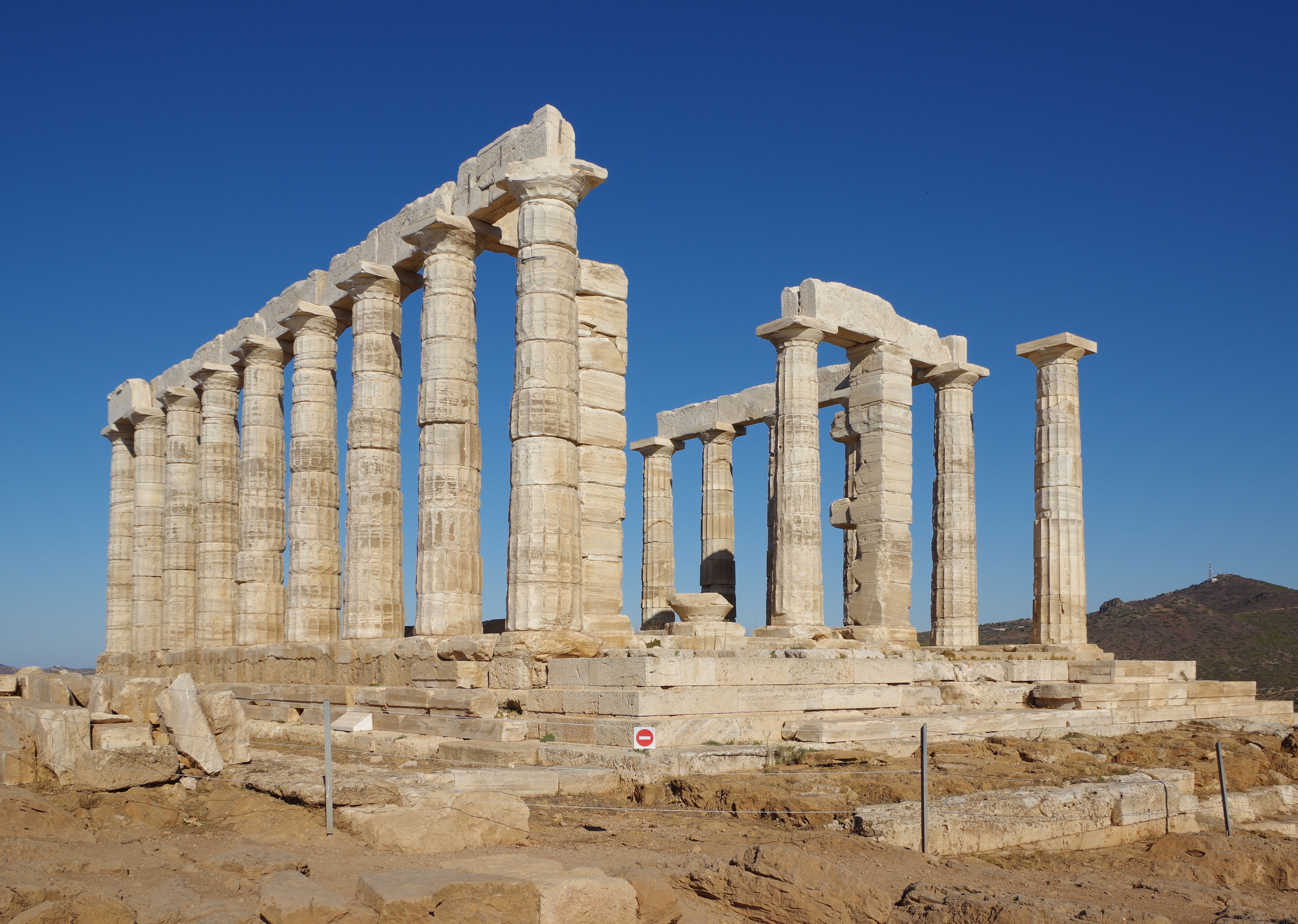
波塞頓神殿

古希臘宗教最引人注意的是神諭，神諭是神祇要給人民的一項旨意，通常在碰到國家重要大事或生活上的難以解決的問題，人們就去祈求神諭的指示，一般而言城邦的代表或凡人會前往神明所固定降下意旨的神聖之地來詢問問題，而神明以及英雄會給予詢問者啟示。
最著名的就是德爾斐神諭，祂的歷史可以追溯到西元前1400年，在整個希臘世界中德爾斐聖殿是祈求神諭的重要殿堂，神廟建築圍繞一座聖泉，神殿中安置著神聖的錐形神石；當時的人們有疑問希望尋求解決之道，便會蒞臨皮媞亞向光明之神阿波羅請示，神殿中阿波羅的女祭司則會負責解讀神意給予人們方向。但是古希臘還有很多的神殿也有在向神明祈求神諭，位於多多那與奧林匹亞的宙斯神廟，多多那的宙斯神廟是年代最為古老的祈求神諭之聖殿。還有安菲克萊亞的狄俄倪索斯神廟、位於伯羅奔尼撒之埃皮達魯斯的醫神──阿斯克勒庇俄斯神廟、米利都的布朗寄達伊神廟、阿哈伊亞的布拉、俄尔科墨诺斯的勒巴狄亚、维奥蒂亚的奥罗帕斯，這些皆是祈求神諭之所。

### 希臘聖域、聖所與神廟建築

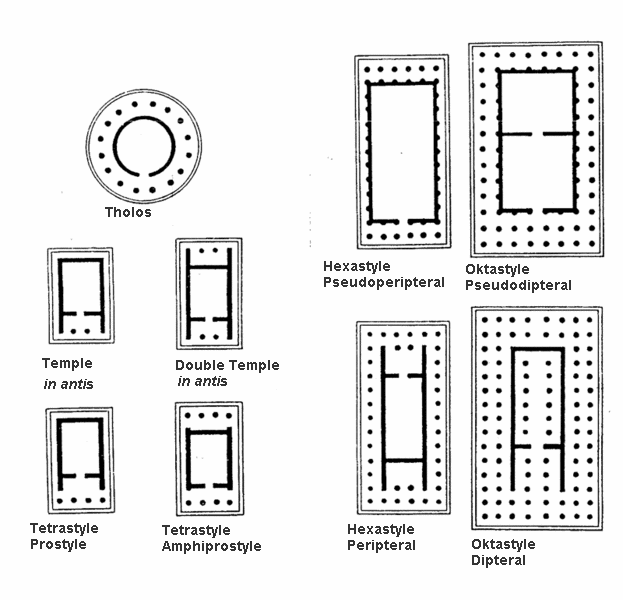
古希臘不同型式的神殿平面圖

在古代希臘，當時人們對神祇信仰是相當普及並且虔誠的，他們會在一定的固定的場合舉行敬神祭祀，這個地點即是聖域（神殿就是安置其中）。最早期的希臘聖域出現的年代相當古老。早期聖域的格局範圍與後期大規模聖域相比，基本上早期聖域相當樸實，但是絕對是一個專門舉行宗教儀式的場所；在聖域建立之前，祂的祭祀地點本身就是一個神聖且具有靈氣之處，聖域建立的原來意義是要有個能夠敬拜神明、安座神像的場合，神龕即安座於這個远离尘嚣的靈山寶地，神廟建築位於此“神圣围地”（也翻譯為「聖域」）之中，為了表達對神靈的尊崇，通常在神廟周邊會建有噴泉（用於潔淨）與種植小樹叢。祭壇豎立於神殿前方，是神廟中必須具備的聖桌，其上乃是擺放祭祀神明的供品。
所以任何希臘聖域皆是具備兩個基本要項：
一、安置於一個具有靈氣的大自然景觀的地方。
二、神廟建立在其中。
西元前八世紀到西元前七世紀開始，希臘人為了彰顯神明的榮耀，神廟建築變得相當雄偉與壯闊。
古希臘的神祇是供奉在非常雄偉且廣大的神殿中，古代希臘建築的精華與建築經典都是在古希臘神殿上。
殿內供奉的神像非常高大。

#### 奧林匹亞聖域格局圖

1：東北方山門（希臘語：Προπύλαια；英語：Propylaea、Propylon）
– 2：市政厅 (古希臘)（Prytaneion，音譯：普里塔內翁）
– 3：腓力的圓形神廟（Philippeion）
– 4：希拉神廟(奧林匹亞)
– 5：珀罗普斯陵（Pelopion，音譯：派洛皮翁）
– 6：赫羅狄斯·阿提庫斯水神廟（Nymphaeum，寧芙女神祭壇）
– 7：母神之廟（Metroon，音譯：梅特隆）
– 8：奧林匹亞寶庫
– 9：地窖（為一拱型走道通向田徑場）
– 10：田徑場(奧林匹亞)
– 11：回音女神愛可柱廊（Echo stoa）
– 12：托勒密二世以及阿爾西諾伊二世時代的建築
– 13：赫斯提雅女神柱廊（Hestia stoa）
– 14：希臘化時期的建築
– 15：宙斯神廟
– 16：宙斯祭壇
– 17：亚该亚人還願處
– 18：梅基多斯（Mikythos）還願處
– 19：帕奧紐斯奉獻的勝利女神尼刻
– 20：體育館
– 21：角力學校 (奧林匹亞)（Palaestra）
– 22：祭司住房（Theokoleon）
– 23：英雄祠(古希腊)（Heroon）
– 24：菲迪亞斯工藝室與古基督教會堂（Paleochristian Basilica）
– 25：科拉德奧斯（Kladeos）浴場
– 26：希臘浴場
– 27以及28：宿舍
– 29：選手村 (奧林匹亞)（又名奧運村，希臘語：Λεωνίδαιον，英語：Leonidaion，音譯：里奧內達翁）
– 30：南邊浴場
– 31：議事廳
– 32：南邊柱廊（South stoa）
– 33：尼祿別墅（Villa of Nero）
寶庫
I：西库翁
– II：锡拉库萨
– III：埃皮丹那斯？
– IV：拜占庭？
– V：錫巴里斯？
– VI：昔蘭尼？
– VII：尚未確認（學術上）
– VIII：祭壇？
– IX：塞利農特
– X：米太旁登（Metapontum）
– XI：墨伽拉
– XII：傑拉

#### 希臘神廟位址
古代希臘神殿、城邦與供奉神祇：
- 以弗所 - 供奉女神阿提密斯。
- 邁錫尼 - 供奉醫神阿斯克勒庇俄斯。
- 温泉关 - 供奉女神阿提密斯。
- 羅德斯 - 供奉太陽神赫利俄斯。
- 薩摩斯 - 供奉希拉女神。
- 阿古斯 - 供奉希拉女神。
- 佩拉 - 供奉美神阿芙蘿黛蒂。
- 科斯岛 - 供奉醫神阿斯克勒庇俄斯。

古希臘主要的神殿分布圖

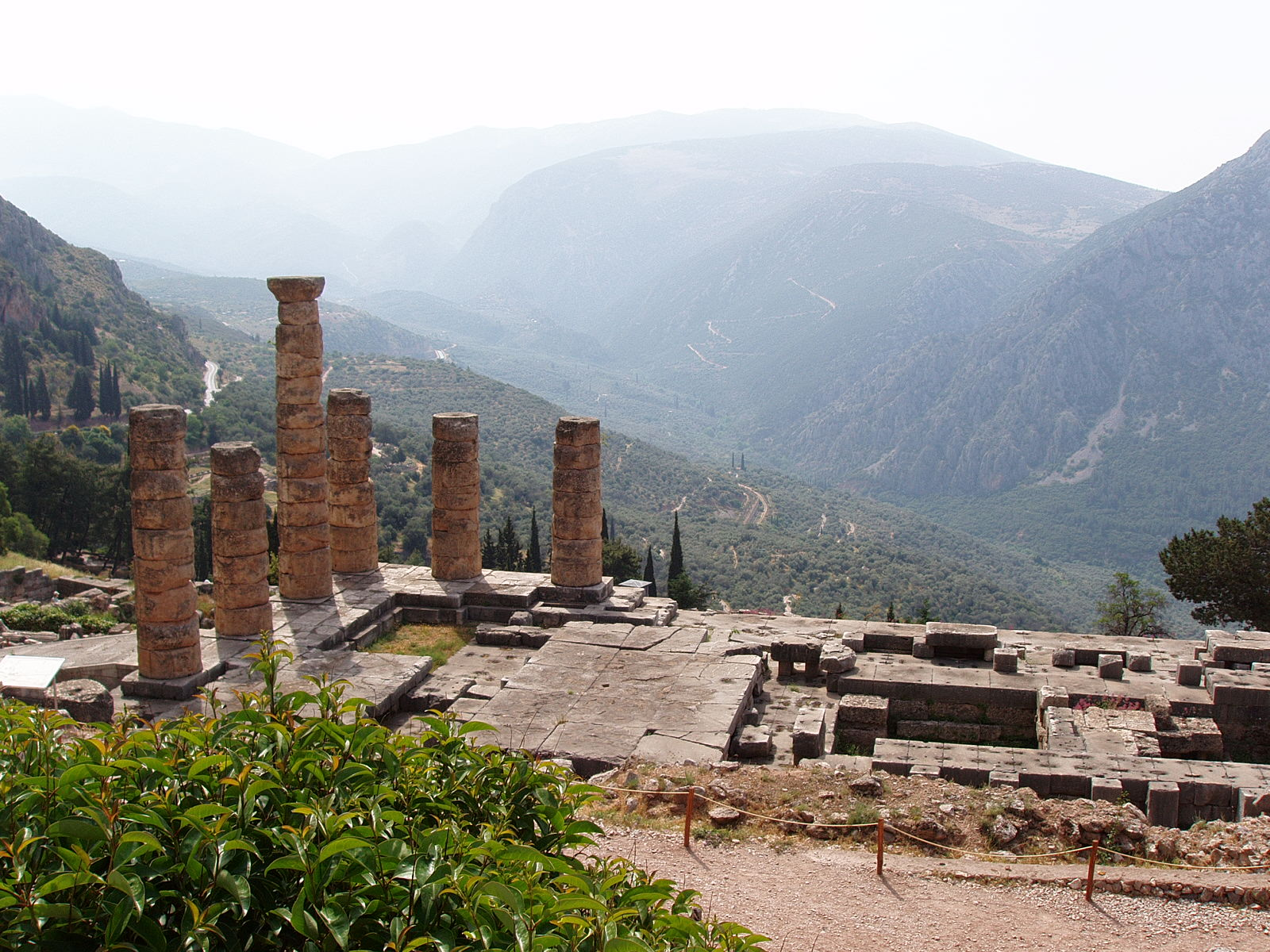
阿波羅神殿遺址

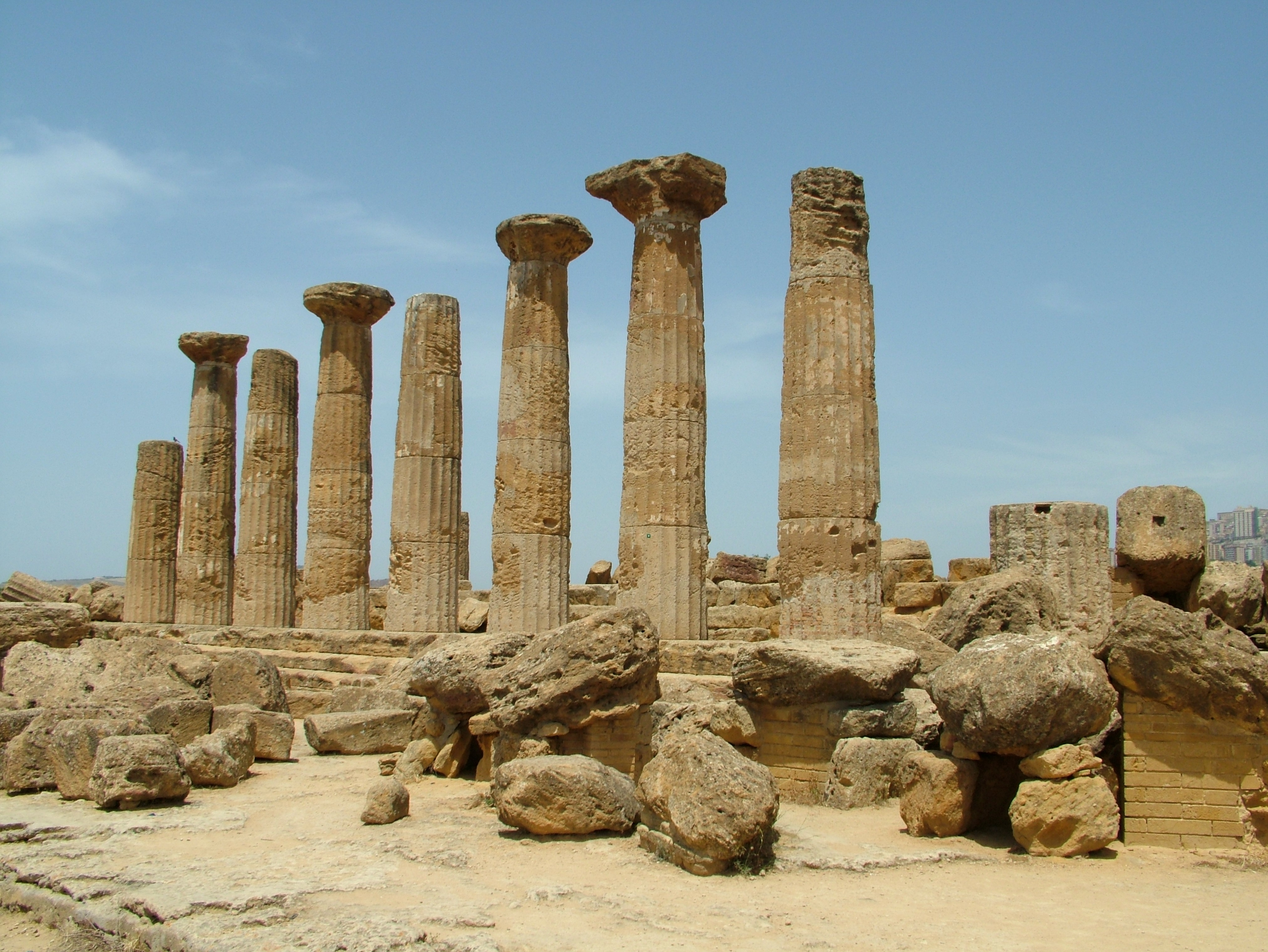
位於阿格里真托的海克力斯神殿

- 埃皮達魯斯 - 供奉醫神阿斯克勒庇俄斯，屬於全希臘地區的聖域。
- 特洛伊 - 供奉雅典娜女神。
- 底比斯 - 供奉酒神戴歐尼修斯。
- 米利都 - 供奉光明之神阿波羅。
- 狄翁 - 供奉眾神之王宙斯。
- 提歐斯 - 供奉酒神戴歐尼修斯。
- 克拉羅斯 - 供奉光明之神阿波羅與祈求神諭之所，屬於全希臘地區的聖域。
- 林都斯 - 供奉雅典娜女神。
- 佩加蒙 - 供奉醫神阿斯克勒庇俄斯。
- 舒尼恩岬（英语：Sounion） - 供奉海神波塞頓。
- 斯特拉托斯（英语：Stratos） - 供奉眾神之王宙斯。
- 麥格尼西亞（英语：Magnesia） - 供奉女神阿提密斯，屬於全希臘地區的聖域。
- 巴赛 - 供奉光明之神阿波羅。
- 奧羅帕斯 - 供奉英雄安菲阿拉俄斯（Amphiaraus）與祈求神諭之所。
- 蒂黛梅斯（英语：Didymes） - 供奉光明之神阿波羅與祈求神諭之所，屬於全希臘地區的聖域。
- 斯巴達 - 供奉女神阿提密斯。
- 奧林匹斯 - 供奉眾神之王宙斯，定期舉辦宗教祭祀活動。
- 薩莫色雷斯島 - 供奉眾神的聖域，屬於全希臘地區的聖域，此處舉行神秘宗教儀式。
- 雅典 - 供奉雅典娜女神，屬於全希臘地區的聖域。
- 提洛斯 - 供奉光明之神阿波羅，屬於全希臘地區的聖域。
- 德爾斐 - 供奉光明之神阿波羅與祈求神諭之所，屬於全希臘地區的聖域，定期舉辦宗教祭祀活動。
- 多多納 - 供奉眾神之王宙斯與祈求神諭之所、希臘聖域。
- 厄琉息斯 - 供奉得墨忒耳，屬於全希臘地區的聖域，此處舉行神秘宗教儀式。
- 科林斯 - 供奉光明之神阿波羅。
- 科林斯地峽 - 供奉海神波塞頓，定期舉辦宗教祭祀活動。
- 尼米亞 - 供奉眾神之王宙斯，屬於全希臘地區的聖域，定期舉辦宗教祭祀活動。

## 古希臘秘密宗教
希臘以及後來的羅馬時代世界之中有許多不同的宗教教派，他們各教派供奉的諸尊女神、男神與他們所處的城邦官方當局所供奉的神明是兩個獨立性的宗教體系。他們的儀式以及有的時候他們的教義是相當保密得，並且唯有加入他們的秘密宗教儀式之後才能了解他們的教義。因此，這些宗教教派就是“秘密宗教”。
古希臘的秘密宗教教派很多，如：
1.厄琉息斯秘儀；
2.俄耳甫斯教；
3.印布洛斯秘儀
4.薩莫色雷斯秘儀
5.狄俄倪索斯秘儀（Dionysian Mysteries）

## 歷史
古希臘宗教的主流似乎已經從原始印欧宗教發展出來了，並且最直接從青銅時代早期的邁錫尼文明之邁錫尼宗教經歷著演變而產生的。迈锡尼人，根據考古發現，似乎以波塞冬作為他們的主尊神明。古希臘宗教概念也可能接受與吸收了早期的信仰和習俗，這些是源自於鄰近的文化，比如米諾斯宗教。希羅多德，在西元前五世紀有記錄到，許多古希臘宗教的習俗可以追溯到埃及。
還有若要深入了解古希臘宗教則必須先知道古希臘民族的緣起，如此方能深入了解古希臘人的宗教發展演變的脈絡。

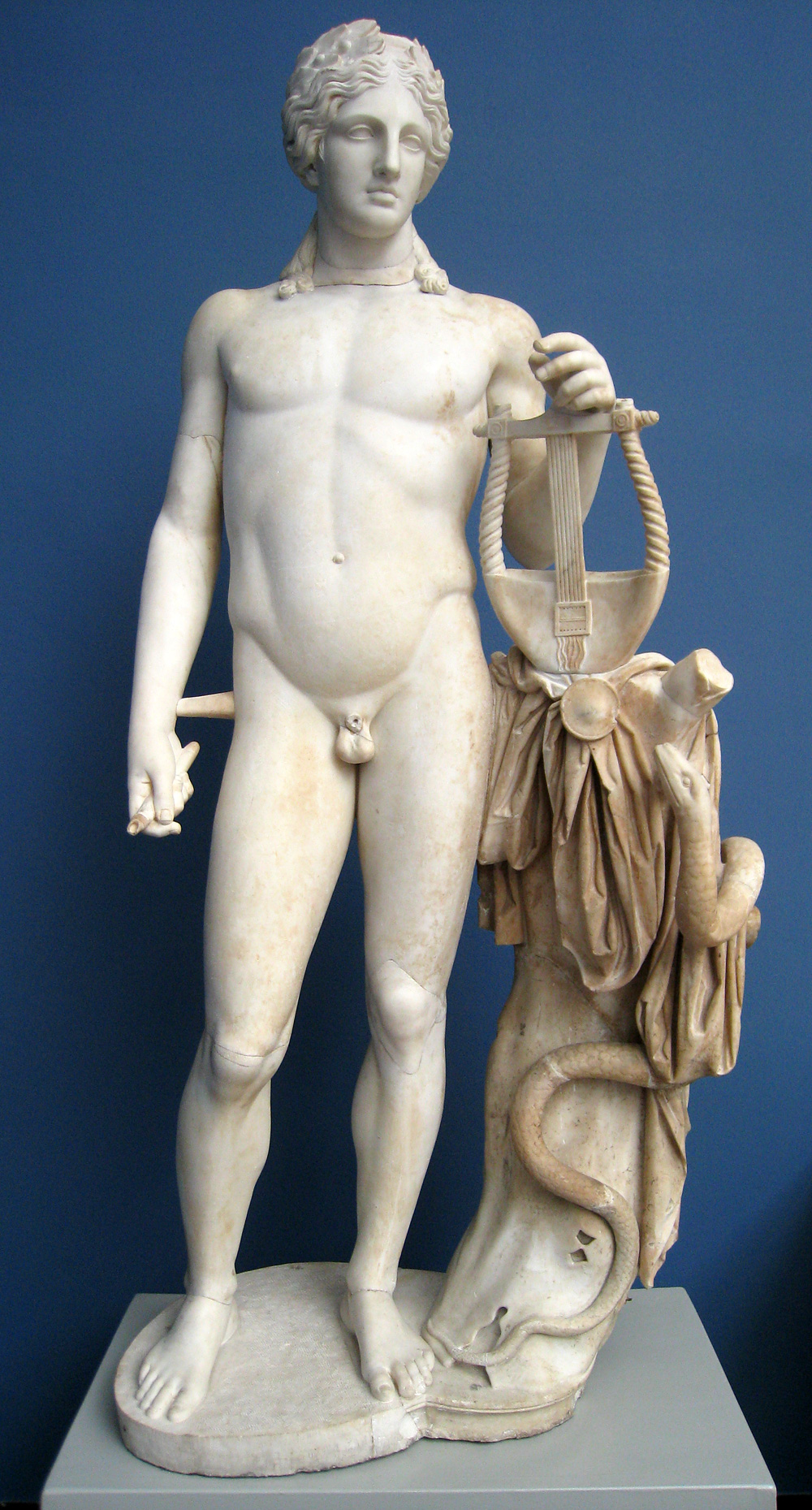
一尊羅馬的阿波羅神像，最初為希臘萬神殿（pantheon）中的宗教設置。

### 希臘民族
根據著民族學的研究得知古希臘人與印度雅利安人淵源是系出一脈，古希臘人、波斯人、印度雅利安人在宗教、語言、膚色上近似，但是古希臘人卻是一支混合民族很難以真正論定他們民族具體的特徵。

#### 希臘民族神話起源傳說
古希臘人對於他們的起源已經有了屬於他們自己的神話傳統，根據希臘神話描述中可以瞭解到：青銅時代末期，天神宙斯不斷聽聞人類許多罪恶行径，祂於是化身凡人降临到人间去查访阿卡迪亞與色薩利兩地，宙斯親蒞之處發現實際的情況更加惡劣地許多，為了懲罰人類墮落、邪惡行為，發起一場大洪水把人类給淹没了。而丟卡利翁（普罗米修斯和克吕墨涅（Clymene）之子）與妻子皮拉（埃庇米修斯之女）因為對神明虔誠與敬重，所以宙斯讓他們可以避免掉這次的人類大滅絕。大洪水過後，丟卡利翁與皮拉祈求神祇的指引和帮助。之後夫婦二人遵照神諭指示，將石頭往从肩头向身后扔出去，丟卡利翁出拋来的石头变成了男人皮拉拋出来的石头变成了女人，英雄時代於焉降臨了。根據赫西奧德的記載，這些人便是萊萊吉人（Lelegians）。而丟卡利翁與皮拉的親生兒子則為赫楞。赫楞有三位兒子埃俄羅斯、克蘇托斯（Xuthus）、多洛斯（Dorus）；而克蘇托斯則有兩位兒子：阿開俄斯（Achaeus）和伊翁（Ion），他們就是古希臘四個主要民族的開創者；阿開俄斯建立了亞該亞民族、多洛斯建立多利安民族、埃俄羅斯建立埃俄利亞民族、伊翁建立愛奧尼亞民族；這四支民族共同統稱自己為Hellenes，中文翻譯為：赫楞人、希倫人，也就是今日所稱的希臘人。

#### 民族學上的遠古源流
從希臘的民族淵源來詳細考究，希臘古代四个主要的部族亞該亞人、愛奧尼亞人、埃俄利亞人（或譯為伊奥里斯人）、多利安人他們皆屬於印歐民族。這四支民族來到希臘大陸的時間不同，但是他們都共稱為赫楞的後裔，“希臘”名稱即是源自於此；在希腊文中，希腊的意思是赫楞人住的地区。這些民族來到希臘大陸之後必然地會帶著他們遠始的自然神靈信仰至此，但是周邊的文明地區像是兩河流域的美索不達米亞文明與北非的埃及文明也勢必會影響著他們的宗教的發展。關於這一方面從歷史研究上來說古希臘人信仰的神祇很多都是來自鄰近先進文明的神祇，換言之古希臘宗教是帶有其他文明的刻印存在。以主神宙斯來說，據研究祂是來自遠古印歐民族神祇的天神。

### 宗教起源與發展

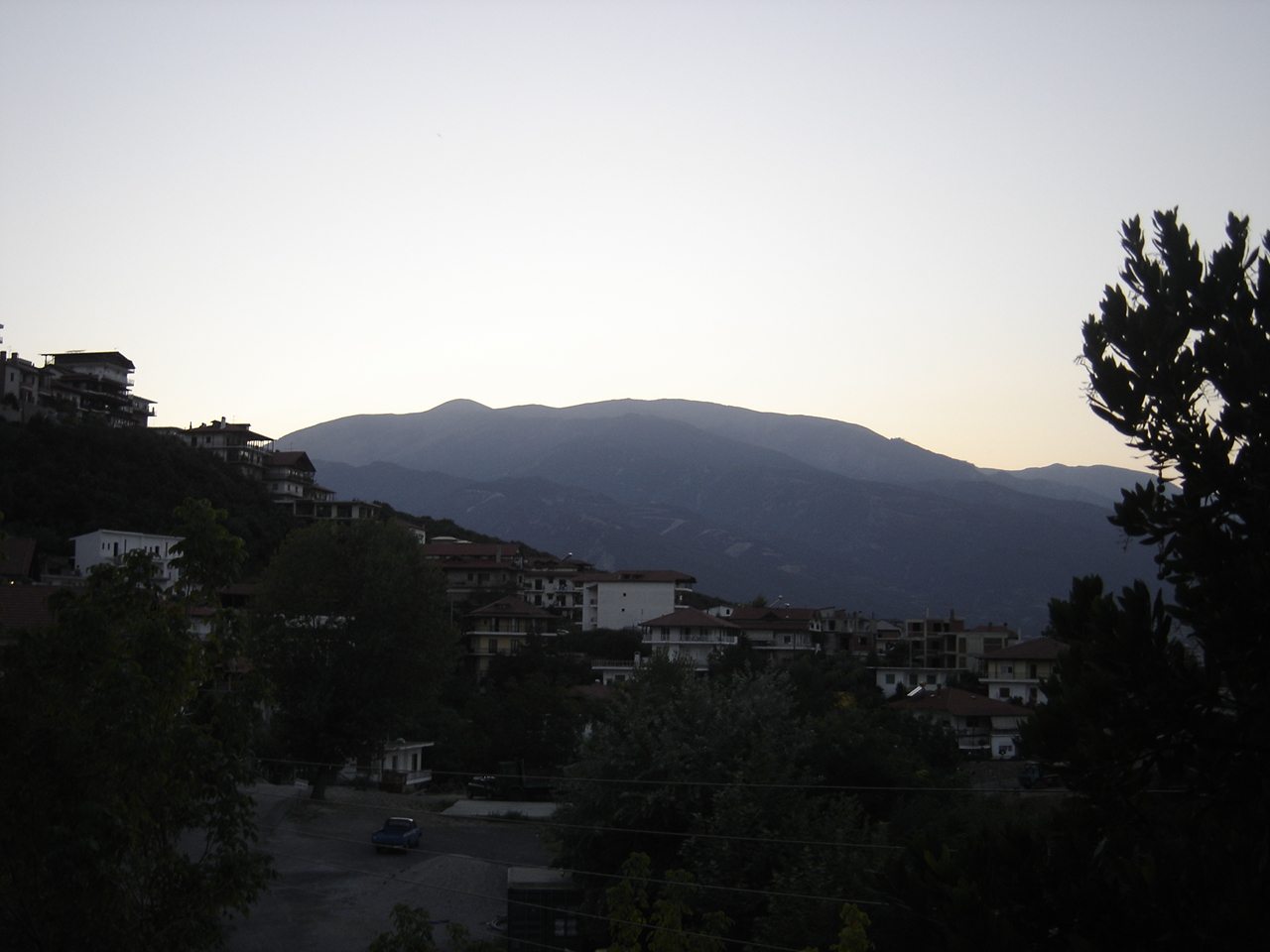
奥林匹斯山是古希臘神宗教神聖的地方。

古希臘宗教的起源可回溯自他們祖先印歐民族的神──帝烏斯──的信仰。
帝烏斯被認為是在史前原始印歐民族社會宗教傳統信仰中的一尊主要神靈（眾神之王）。乃是偉大萬神之殿（或音譯：潘提翁）譜系的一尊神祇，祂是照明天空之神，並且祂的地位可能反映了在原始印歐民族社會裡族長或是君主的地位。
這尊神靈不是直接表明出來的；相反的，學者們是從後來的印歐民族，像是希臘人、拉丁人，以及印度雅利安人的語言和文化中來重現這尊主要的神靈。根據這種學術重現，帝烏斯被名為Dyeus Ph2ter，字面意思是“天空之父（sky father）”或者是“閃耀之父（shining father）”，如反映在拉丁文之中的Iūpiter、Diēspiter，可能是Dis Pater和deus pater，在希臘文之中的Zeu pater，梵文之中的Dyàuṣpítaḥ。隨著與原始印欧宗教相關的個別神系之神話的發展演變，帝烏斯的神格屬性似乎已經被重新分配給其他的神靈了。在希臘語羅馬神話之中，帝烏斯仍然是主神；然而，在吠陀神話之中，帝烏斯的詞源延伸成為了一尊非常抽象的神明，並且祂的原始神格屬性以及對其他眾神的統御似乎已經轉移到諸如阿耆尼或者是因陀羅這二尊神明了。

#### 古风时期
古希臘人主流的奧林匹斯宗教在希臘境內沒有遭到引起爭論的韃伐或者受到挑戰。然而卻有幾位著名的哲學家對眾神信仰做出指責。在這些哲學家之中最早的是色諾芬尼，他譴責了眾神身上帶有的人格瑕疵（嫉妒、報復等等）以及祂們神人同形同性描繪，從根本上而言他反對這種擬人化神祇觀是因為他相信：神是亙古永恆，擁有超越人類的美德，不具人類的面貌，不干預人間。柏拉圖是不信奉許多神靈的，但反而相信有一尊至高無上的神存在，這尊至高無上的神他稱之為至善的形式，並且他相信這是宇宙中完美的化身。柏拉圖的弟子，亞里士多德，也不認同多神信仰中各神靈存在，因為他找不到足夠的實證基礎證明祂們存在與否。他堅信著一尊原动者，這尊神讓創造得以進行，但是對宇宙不進行干預。這裡可以發現到多神信仰的古希臘時代也已經誕生了一神信仰的觀念，以及奠定其哲學的根基。希臘羅馬多神信仰到一神信仰歷史進程上，中間有個過渡期，人們對眾多神祇膜拜已經逐漸統攝一尊於天父宙斯了。

#### 羅馬帝國
當羅馬共和國在西元前146年征服希臘時，羅馬人大量採納了希臘宗教的習俗信仰（連同希臘文化許多方面一起，像是文學和建築風格）並將祂與羅馬本身的宗教、文化合成一體。希臘眾神與古羅馬神靈是等同的；宙斯等同於朱庇特、希拉等同於朱諾、波塞頓等同於涅普頓、阿芙蘿黛蒂等同於維納斯、阿瑞斯等同於馬爾斯、阿提密斯等同於狄安娜、荷米斯等同於墨丘利、赫菲斯托斯等同於伏爾坎、赫斯提亞等同於維斯塔、狄密特等同於刻瑞斯、黑帝斯等同於普路托、堤喀等同於福爾圖娜，以及潘等同於法烏努斯。有些神祇，像是阿波羅與巴克斯，已很早就由羅馬人接受信奉著。也有許多神祇是於羅馬宗教之中讓羅馬人供奉而存在著，在羅馬與希臘互相影響之前這些神祇是與希臘神靈並沒有聯繫的關係，這些神祇包含了雅努斯以及奎里努斯。
附帶一提，希臘眾神經羅馬人接納信奉而成為羅馬人的神後，有些羅馬神名也被科學家与占星家用于在天文學與占星術中命名行星與小行星。

#### 希臘多神教的復興

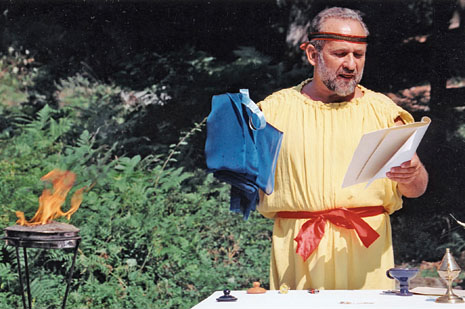
正在執行宗教儀式的祭司。

希臘宗教與哲學經歷了許多地復興，最顯著的是在藝術、人文学科以及文藝復興的精神之中。最近的年代， 一項伴隨著希臘教的復興已經開始了，因為這項信仰通常在英文中是被這麼稱呼──Hellenism（最後一位多神信仰的羅馬皇帝尤利安所採用的宗教名詞）。在希臘地區中，所用的宗教名詞則是希臘民族宗教（希臘語：Ελληνική Εθνική Θρησκεία；英語：Hellene ethnic religion）。
現代復興的希臘多神信仰體現了新柏拉图派哲学、柏拉图派哲学的學說（其中是以波菲利、里巴尼尤斯、普羅克洛，以及尤利安作為代表），還有古典崇拜儀式習俗的實踐。然而，相較於希臘正統基督教而言信徒人數相當的尟少。根據由美國國務院的報告估計，在希臘總人口1100萬之中可能有多達2,000名（現代復興）古希臘宗教的信徒；不過，（現代）希臘多神教的領袖寄望把信徒的人數增加在10萬名。

## 延伸閱讀
- Padilla, Mark William. . Bucknell University Press. 1999. ISBN 978-0-8387-5418-4 （英语）.
- Burkert, Walter, "Greek Religion", Cambridge Massachusetts: Harvard University Press, 1985.